# Kösener Senioren-Convents-Verband
Der Kösener Senioren-Convents-Verband (KSCV) ist ein 1848 gegründeter Dachverband von Studentenverbindungen. Die heute in Deutschland, Österreich, Belgien und Ungarn und in der Schweiz ansässigen Corps wurzeln im Deutschen Idealismus. Nicht wenige sind älter als 200 Jahre. Im Sommersemester 2018 gab es 103 Kösener Corps an 42 Universitätsstandorten. Rund 2.200 Studenten und mehr als 13.000 berufstätige Akademiker von allen Kontinenten sind Kösener Corpsstudenten.

## Grundsätze

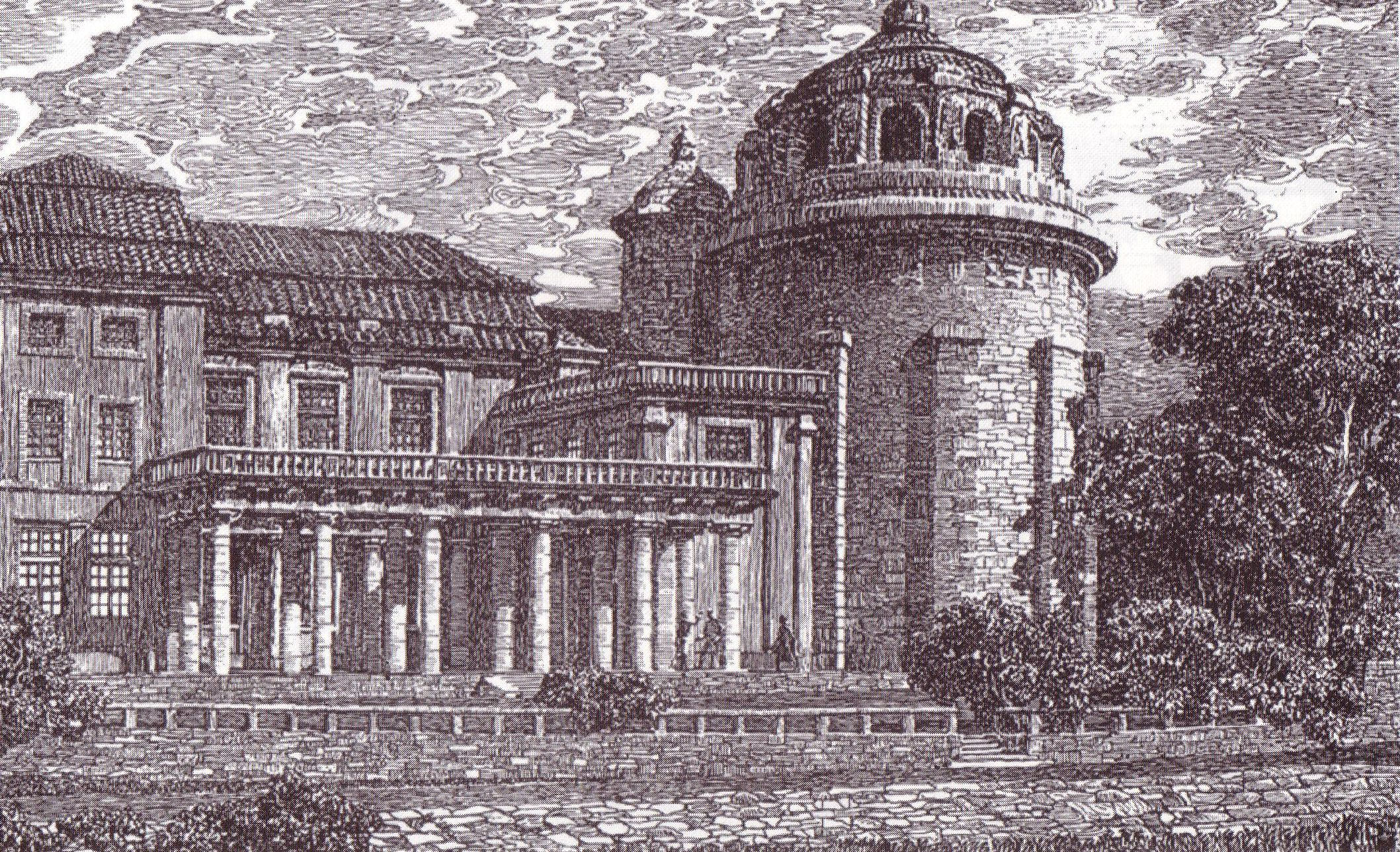
Das nicht gebaute Haus der Korpsstudenten in Kösen

Kösen, Mutiger Ritter, Alter Sitzungssaal bis 1900

Der KSCV ist als nicht eingetragener Verein organisiert und hat seinen Sitz mit Geschäftsstelle in Bad Kösen. Im Gegensatz zu den anderen Korporationsverbänden besteht er nicht aus Einzelverbindungen, sondern aus den Senioren-Conventen (SC). Nach dieser Subsidiarität wird auf dem Kösener Congress in der Regel nach SC, nur ausnahmsweise nach CC abgestimmt.
Die Statuten und Satzungen der Kösener Verbände schließen ein allgemeinpolitisches Mandat aus. Der KSCV, die Senioren-Convente und die Corps äußern sich deshalb nicht zur Tagespolitik und betreiben eine zurückhaltende Öffentlichkeitsarbeit. Dagegen wird hochschulpolitisches Engagement gefördert. KSCV und VAC stützen sich auf Kommissionen für Statuten, Geschichte, Verbände, WSC-Kartell und Fechten. Als einziger Korporationsverband veröffentlicht der KSCV in den Kösener Corpslisten von jeher seine Mitgliederlisten.
Die Kösener Corps pflegen die Mensur, das „Maßnehmen“ mit studentischen Fechtwaffen. Die selbstgegebenen Farben sind ihr wichtigstes Identitätsmerkmal. Obwohl kein Corps wie das andere ist, verbinden bestimmte Formen alle Corps. Auch dadurch unterscheiden sie sich in ihrer Gesamtheit von anderen Korporationsarten. Geistesgeschichtlich zutiefst „deutsch“, stehen die Corps von jeher Studenten aller Völker, Konfessionen und Nationalitäten offen. Zu ihren Stärken gehört die Duldsamkeit:

„Da gab es weder politische noch religiöse Fanatiker und Zeloten, aber auch keine Renegaten und Abtrünnige; denn eine tiefe Weisheit hat die Grenze weit gesteckt und dem einzelnen, unbeschadet der gemeinsamen Ansicht und Ideen, die unumschränkte Freiheit der persönlichen Überzeugung belassen.“

Die Mitgliedschaft einzelner Mitglieder in mehreren Corps des KSCV ist in den allermeisten Corps möglich. Dagegen bleiben die wenigen verbliebenen Lebenscorps (Onoldia und Bavaria München) unter sich. Ihre Corpsbrüder können nicht in einem anderen Corps aktiv werden und Angehörige anderer Corps können nicht aufgenommen werden.
Zum Ehrbegriff meinte Wilhelm Liebermann von Wahlendorf:

„Die Corps waren eine Insel, als alle damaligen Ehrbegriffe nach dem Fall Deutschlands 1918 zusammenbrachen. Als alle Offiziercorps versanken, die Kösener Corps hielten; und was sie weit über die Offiziercorps erhob, war, dass Gemeinschaft und Kameradschaft nicht von höheren und tieferen Chargen und aus Furcht vor Strafe und Vorgesetzten, sondern von völlig gleichberechtigten Menschen gepflegt wurden, die sich durch gemeinschaftliche Ehrbegriffe zusammengefunden hatten.“

## Vorgeschichte

Corps in Europa

Ende des 18. Jahrhunderts bildeten sich Kränzchen und landsmannschaftliche Zusammenschlüsse,
die schriftliche Regeln für den studentischen Umgang forderten. Sie schlossen sich zu Senioren-Conventen (SC) zusammen und vereinbarten verbindliche SC-Comments. Der Alleinvertretungsanspruch war insofern begründet, als alle landsmannschaftlichen Vereinigungen im SC mitwirkten. Dagegen erstrebte die Urburschenschaft eine „Allgemeine Burschenschaft“, die Vereinigung aller Kommilitonen. Das führte natürlich zu Konflikten mit den Senioren-Conventen. In der Auseinandersetzung mit jenem „revolutionären“ Gedanken bildete sich die Identität der Corps. „Corpsstudententum“ war nicht mehr „Studentenschaft“. Dass der KSCV der „am stärksten diversifizierte Korporationsverband“ ist, kann der ideologiefreien Anpassung der Corps an die soziologische Entwicklung im 19. Jahrhundert zugeschrieben werden. Anders als die Urburschenschaft erstrebten sie weder eine einheitliche Studentenschaft und Nation noch eine Republik. Die Emanzipation und Differenzierung des Bürgertums und die (allein in Deutschland einsetzende) Akademisierung des Adels spiegelten sich in den Kränzchen, „Landsmannschaften“ und Corps wider.
So spielt die Anciennität im KSCV von jeher eine große Rolle. Ihretwegen entwickelte sich vor und nach dem Ersten Weltkrieg ein lebhaftes Interesse an der eigenen Corpsgeschichte, besonders dann, wenn auf eine offizielle Rückdatierung des Stiftungsjahres gehofft werden konnte. Diese „Eitelkeit“ führte zu erbitterten Auseinandersetzungen, zum Beispiel in den 1920er Jahren zwischen Littuania und Masovia und 1934 in der (noch heute umstrittenen) Rückdatierung von Guestphalia Halle von 1840 auf 1789. Diese Kämpfe brachten den kaum ermeßlichen Gewinn, dass allein die Kösener Corps ihren Mitgliederbestand durchgängig dokumentieren und in den Kösener Corpslisten veröffentlichen. Viele Corps können mit einer tiefgehenden, meist gedruckten Aufarbeitung ihrer Geschichte aufwarten.
Aus Erlangen kamen 1818 und 1820 die ersten Anregungen, die Corps zusammenzubringen. Saxo-Borussia und der Heidelberger Senioren-Convent schlugen 1821 eine Vereinigung aller Corps vor. Bei ihrer geographischen Nähe unterhielten die sächsischen SC von Jena, Leipzig und Halle von jeher gute Beziehungen. Sie trafen sich oft auf der Rudelsburg bei Kösen. Schriftlich vereinbarten sie bereits am 4. März 1821 einen Allgemeinen Senioren-Convent (ASC). Dieser Vorläufer des KSCV trat bis 1842 an wechselnden Orten (Halle, Köstritz, Camberg) im Geheimen zusammen. Halle war ab 1838 nicht mehr dabei.

## Gründung des Verbandes

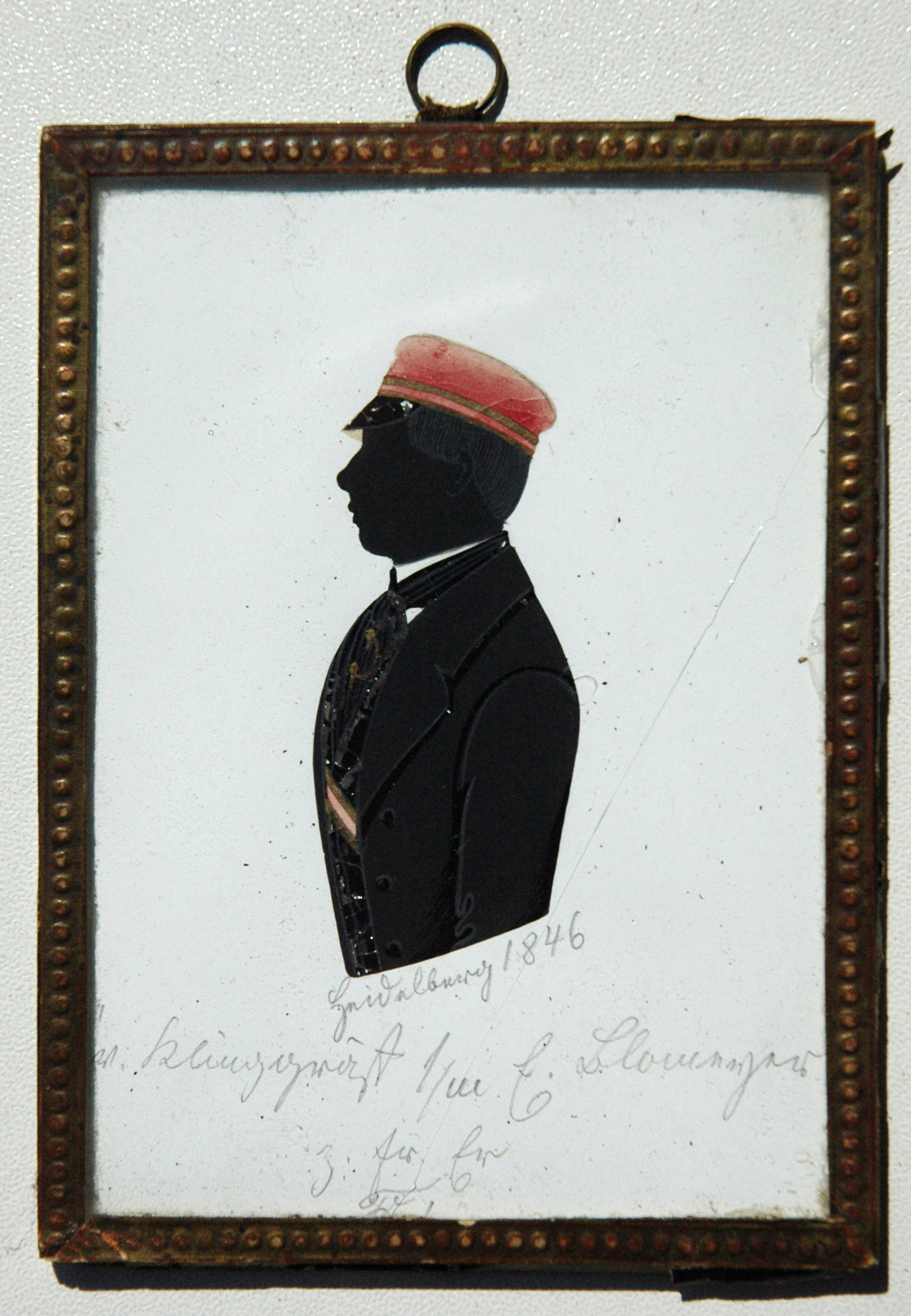
Friedrich v. Klinggräff

Beschleunigt durch den Progress und die Gründung von anderen studentischen Zusammenschlüssen, wuchs an den Universitäten des Deutschen Bundes das Bedürfnis nach einem Austausch über die Idee des „Corpsstudententums“. Zum Hintergrund gehörten die Deutsche Revolution 1848/1849 und das zweite Wartburgfest 1848. Dort standen die Corps einer „linken“, republikanisch-nationalen Mehrheit gegenüber, so dass die Notwendigkeit einer gemeinsamen Vertretung erkannt wurde. Die Instruktion für die Delegierten des Heidelberger Senioren-Convents lautete:

„Sie sollten nur solche Verbindungen als Corps anerkennen, die sich dem Komment und Seniorenconvent unterwerfen, die alle politischen Zwecke und Tendenzen ausschließen, die das Duell nicht verwerfen und das speziell studentische Duell unter gleichgesinnten Studenten pflegen, die in ihre engere wirkliche Verbindung keinen aufnehmen, der sich nicht mindestens einmal geschlagen hat, die endlich eine weitere Verbindung für die Füchse zu deren Heranbildung für die engere wirkliche Verbindung eingerichtet haben sowie die Füchse von aller Mitwirkung an den Beschlüssen des SC und der Verbindung fernhalten. Sie sollten ferner die Einrichtung eines Schiedsgerichts zur Vermeidung von SC-Spaltungen beantragen.“

Vom 15. bis 17. Juli 1848 versammelten sich auf Initiative Friedrichs von Klinggräff elf deutsche Senioren-Convente zu einem gemeinsamen Congress in Jena. In der späteren historiographischen Rezeption wird dieses Treffen überwiegend als Jenaer Corpsversammlung, Jenaer Corpscongress oder auch als Jenenser Senioren-Convents-Deputiertenversammlung bezeichnet, wobei bereits die zeitgenössische Terminologie keine einheitliche war. Im Jahr darauf und auch in den beiden Folgejahren tagte der Congress in Kösen; in den offiziellen Protokollen erscheint er nun unter der Bezeichnung Kösener Congress. Nach 1851 ging der Dachverband jedoch wieder ein. Im Jahr 1855 konstituierte sich erneut ein Dachverband der deutschen Corps. Nach der Wiederentdeckung der Protokolle und Beschlüsse der ersten Corpsversammlung von 1848 durch Heinrich Brüning im Jahr 1912 setzte sich im frühen 20. Jahrhundert die Auffassung durch, der KSCV sei nicht erst 1855, sondern bereits 1848 gegründet worden. Seit einem Beschluss des oKC aus dem Jahr 1920 gilt die Jenaer Versammlung von 1848 offiziell als Gründungsdatum des KSCV.

## Staatsdiener
In der staatlichen Verwaltung, der „tätig werdenden Verfassung“ (Lorenz von Stein), waren Corpsstudenten führend vertreten. Im Reichstag des Norddeutschen Bundes saßen 102 Corpsstudenten. Die beiden ersten Präsidenten des Reichsgerichts kamen aus Königsberger Corps. Als Preußenprinzen und Otto von Bismarcks Söhne aktiv wurden und zwei Corpsstudenten das Kaiserreich führten, erreichten die Corps eine unangefochtene Dominanz im gesellschaftlichen und politischen Leben Deutschlands. An Nachwuchs gab es keinen Mangel und die Alten „erzogen“ die Jungen. Schon auf dem oKC 1881 überwogen die Alten Herren der Corps die Aktiven derart, dass der Aktivencongress scherzhaft „Nebenkösener“ genannt wurde.
Auch außerhalb der Hochschulorte hatten sich bereits seit Ende der 1850er Jahre die Corpsstudenten aller Kreise an den Heimatorten als Alte Herren in den AHSC und Bezirksverbänden organisiert, die sich 1888 auf Reichsebene im Verband Alter Corpsstudenten zusammenschlossen. Der KSCV hatte sich in der Kaiserzeit über seine Denkmäler bei der Rudelsburg nicht unwesentlich als „Denkmalbauverein“ definiert. Wo sich „Kösener“ regelmäßig trafen, gründeten sie Stammtische und AHSC. Im Reich waren Stallupönen und Metz die am weitesten voneinander entfernten AHSC. Außerhalb der Reichsgrenzen waren AHSC in Bern, Zürich, Wien, Triest, Paris, St. Petersburg und u. a. auch in Linz und Mitau entstanden. Mit dem Erwerb von Kiautschou erreichte das Deutsche Kaiserreich seine größte Flächenausdehnung. Und Corpsstudenten gab es in der ganzen Welt. AHSC entstanden schon 1882 in New York City, später in Tsingtau, Windhoek und Boston. Diplomaten, Marineärzte und Verwaltungsbeamte trafen sich in den Stützpunkten der Kolonien.

## Kösener Fenster
Da das Corps Onoldia „vor 100 Jahren in der ruhmreichen Geschichte der deutschen Corps den Weg eröffnet“ hatte, schenkte der Kösener SC-Verband 1898 der Onoldia zwei Glasfenster mit den Studentenwappen aller Kösener Corps. Sie wurden von Gustav Adolf Closs entworfen und von Franz Xaver Zettler in München hergestellt.

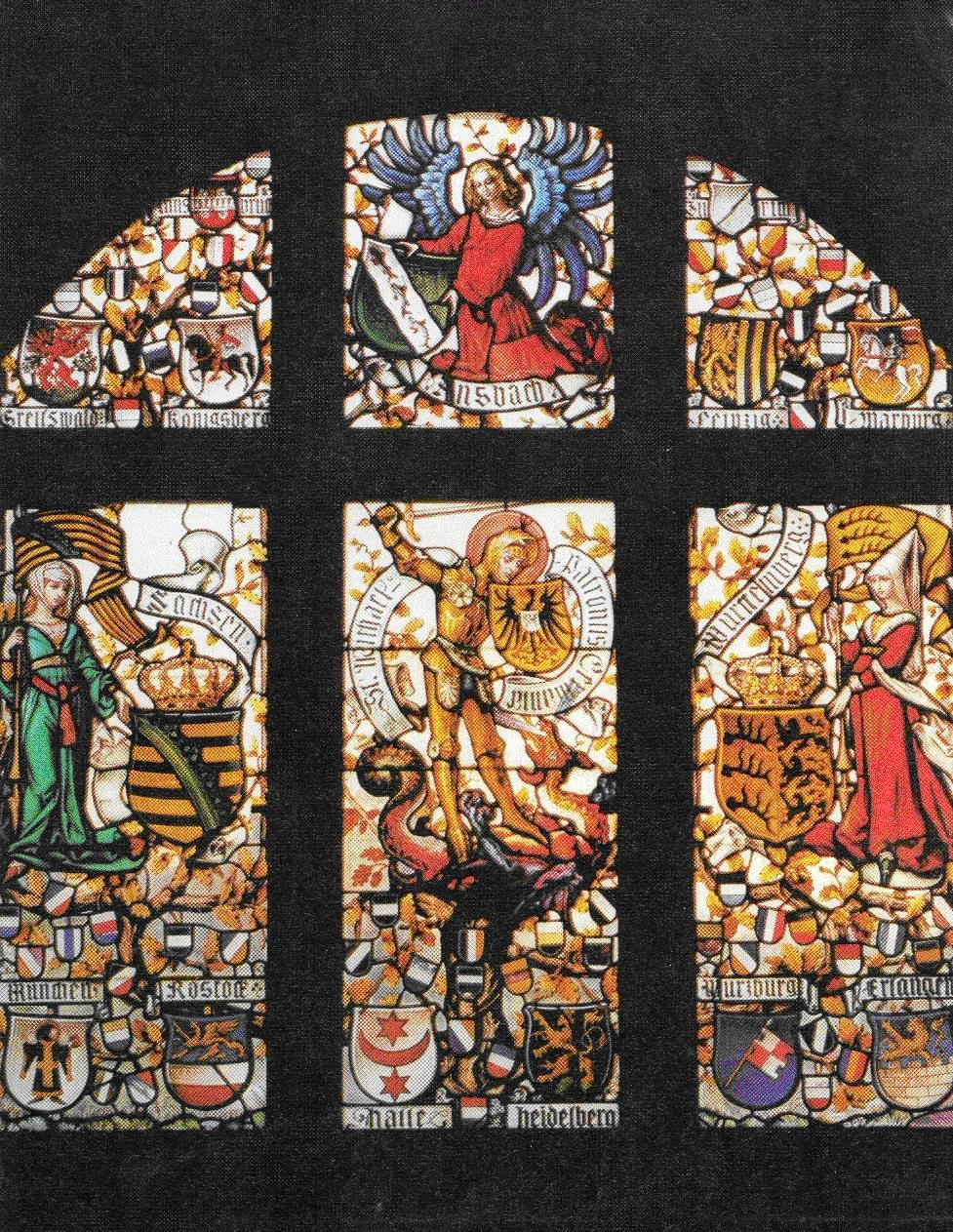
1. Kösener Fenster
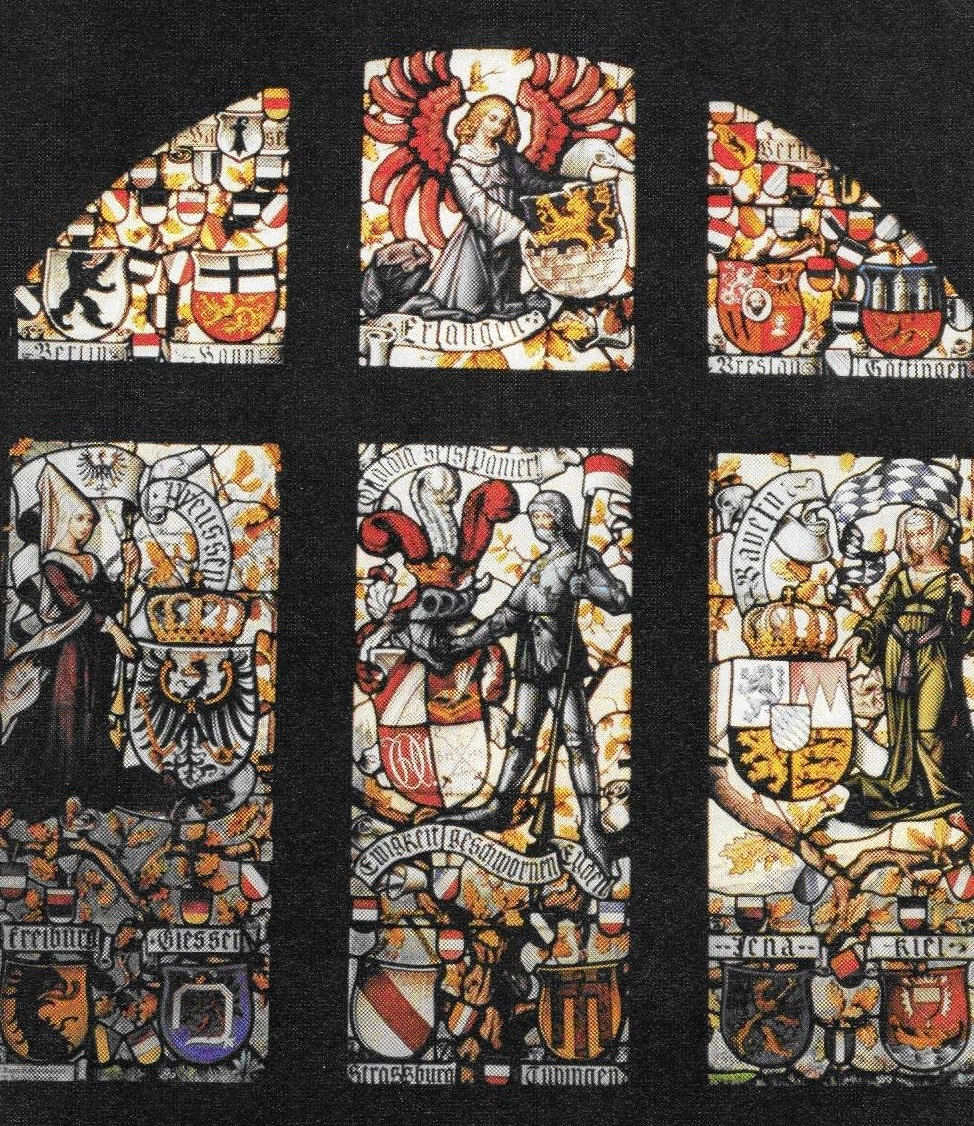
2. Kösener Fenster

## Reichstag

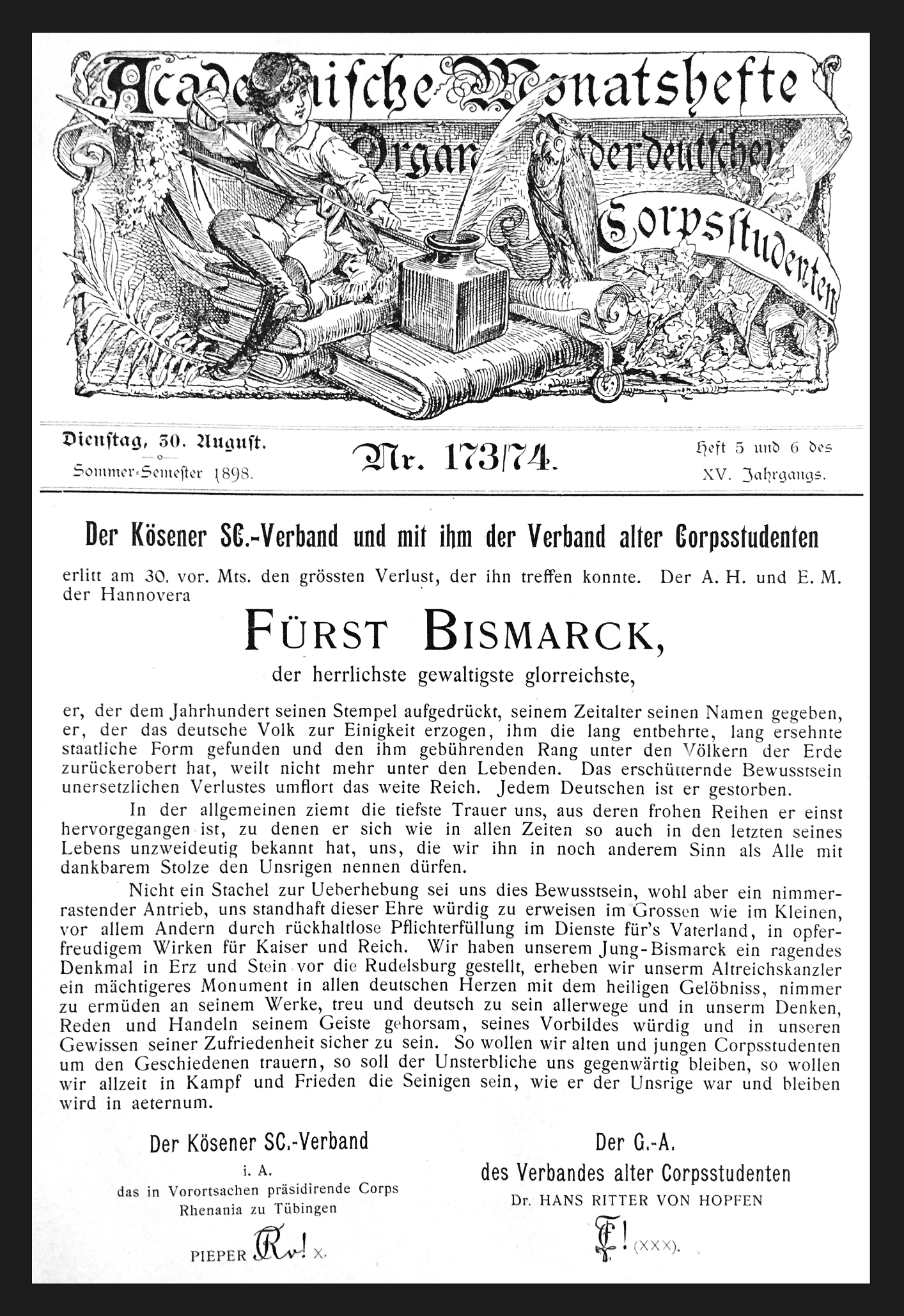
Fürst Bismarck †

Zur Zeit des Deutschen Kaiserreichs waren 7 von 13 Reichstagspräsidenten Kösener Corpsstudenten:
- Eduard von Simson (1871–1874)
- Max von Forckenbeck (1874–1879)
- Adolf von Arnim-Boitzenburg (1880–1881)
- Gustav von Goßler (1881)
- Albert von Levetzow (1881–1884)
- Wilhelm von Wedel-Piesdorf (1884–1888)
- Albert von Levetzow (1888–1895)
- Rudolf von Buol-Berenberg (1895–1898)

## Erster Weltkrieg

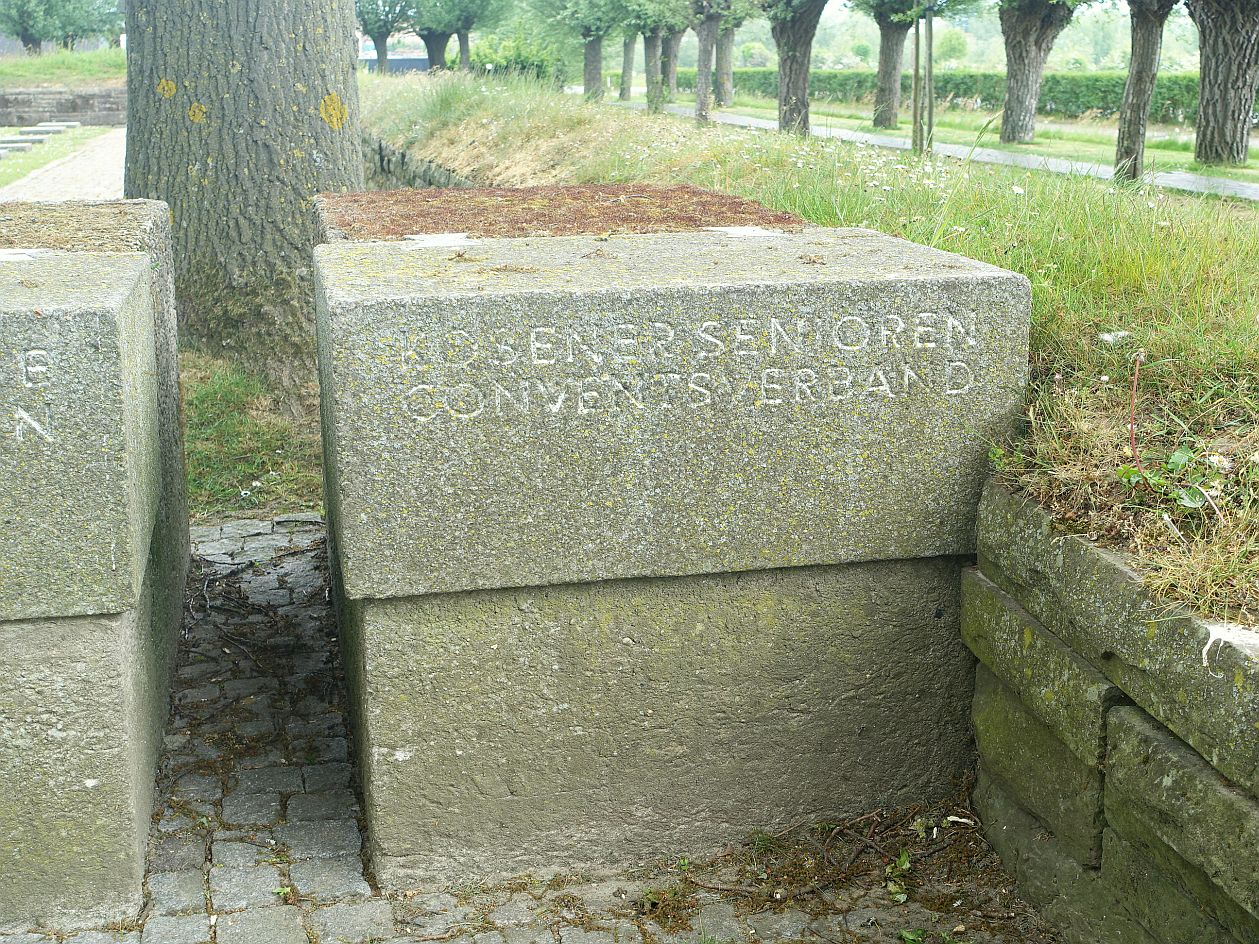
KSCV-Stele in Langemark (2022)

Im Ersten Weltkrieg fielen 2.538 Kösener Corpsstudenten. Ihnen zu Ehren wurde das Löwendenkmal errichtet. In Gegenwart der Chargierten von 125 Corps wurde es am 16. Oktober 1926 eingeweiht. Wie die anderen Korporationsverbände beteiligte sich der KSCV am Spendenaufruf für die Errichtung des Deutschen Soldatenfriedhofs Langemark

## Weimarer Republik
Nach dem Ersten Weltkrieg waren die Straßburger Korporationen die einzigen, die von ihrer Hochschule vertrieben wurden und suspendieren oder verlegen mussten. Die vier Corps schlossen sich in der Straßburger Vorstellung zusammen.

### Neue Corps

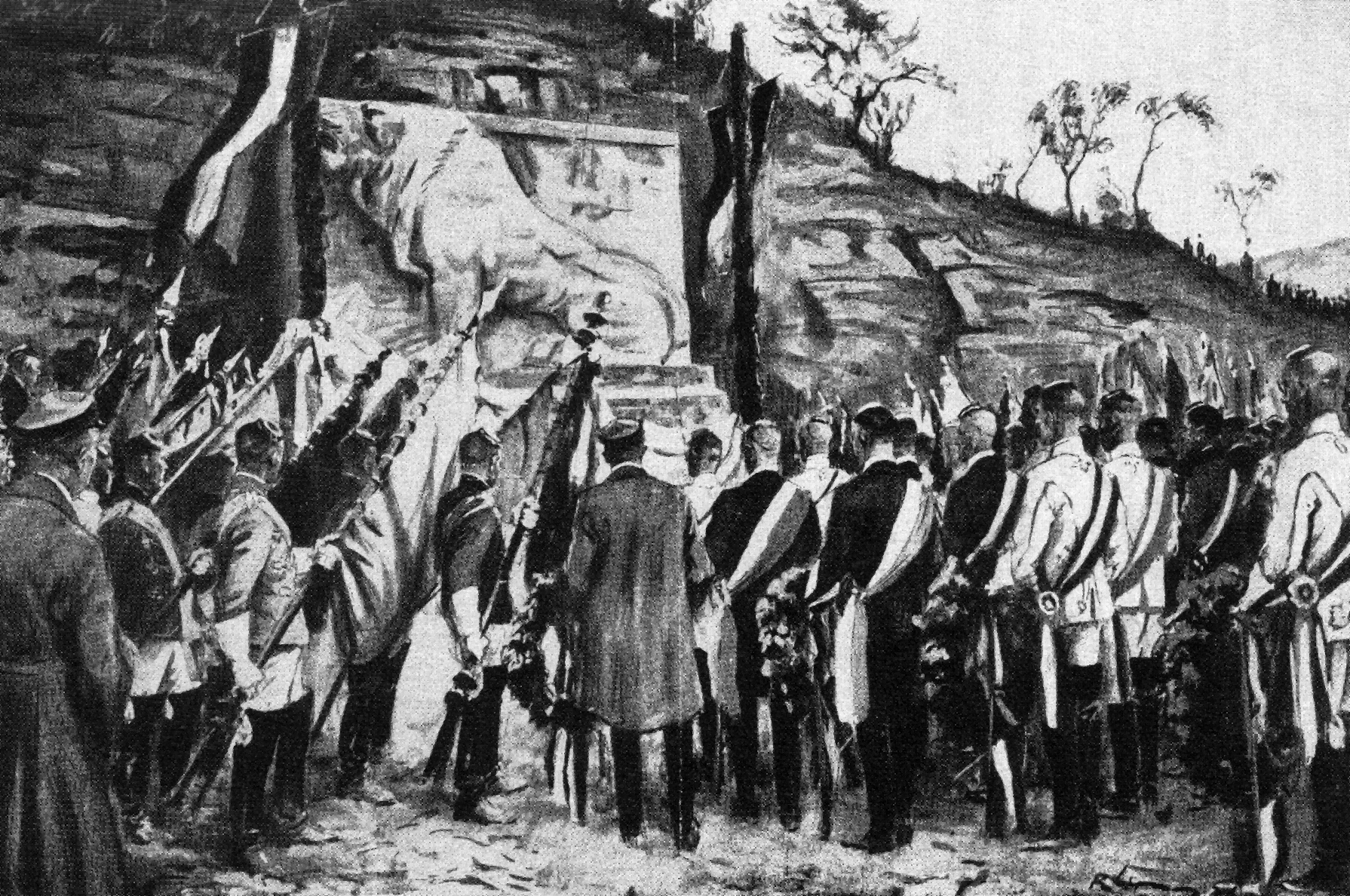
Einweihung des Löwendenkmals (1926)

1919 und 1920 erfuhr der KSCV einen erheblichen Zuwachs: Corps von österreichischen, böhmischen und mährischen Hochschulen (Graz, Leoben, Wien, Prag und Brünn) und von der Forstlichen Hochschule Tharandt sowie die nach Hamburg verlegten Pépinière-Corps wurden in den KSCV aufgenommen. 1920 gab es 116 Kösener Corps mit 3.500 Aktiven und Inaktiven und 20.126 Alten Herren (Mehrbändermänner nicht einzeln gezählt). Der Aufnahmeantrag von Alemannia Czernowitz – dem letzten der drei Czernowitzer Corps – wurde 1926 abgelehnt. Mit der Aufnahme des SC zu Tharandt (1922) erreichte der Verband seine bis heute größte Stärke. Er bestand aus 24 reichsdeutschen, vier deutschösterreichischen und drei ausländischen (Brünn, Prag und Zürich) Senioren-Conventen.

### Völkische Ideen
Der Kyffhäuserverband hatte die Politik – in großdeutscher und antisemitischer Färbung – in die Studentenschaft getragen und besonders in Berlin von sich reden gemacht. Vor allem der Allgemeine Landsmannschafts-Convent und der Vertreter-Convent bekannten sich zum Antisemitismus. Nach 1882/83 ebbte die Diskussion in den Korporationsverbänden ab; der Antisemitismus blieb aber (seit etwa 1890) „soziale Norm“. In den meisten Corps waren seit Anfang der 1920er Jahre völkische Ideen weit verbreitet.

„Die Völkischen lehnten alles ab, was von den Parteien der Entschließung vom 19. Juli 1917 als Fortschritt gepriesen wurde: den Marxismus wegen seiner überstaatlichen Bindungen und seiner politischen Vergangenheit, den Kommunismus als dessen weitere Entwicklungsstufe und schließlich die Demokratie, da sie es nicht glaubhaft machte, eine bessere Staatsform als die Monarchie zu sein.“

Die politisch-ökonomische Krise nach dem Ersten Weltkrieg ließ den Antisemitismus aufleben. Nach dem Allgemeinen Deutschen Burschenbund, der Deutschen Wehrschaft und der Deutschen Burschenschaft beschlossen auch der KSCV und die Deutsche Landsmannschaft keine Juden mehr aufzunehmen. Im Cartellverband der katholischen deutschen Studentenverbindungen konnte Engelbert Dollfuß sich mit seinen scharfen Forderungen nicht durchsetzen. Beim oKC 1920 schloss der KSCV die Neuaufnahme von Juden in eines seiner Mitgliedscorps aus. Bisherige Corpsmitglieder waren hiervon nicht betroffen. Auf Antrag des SC zu Leoben (Montania und Schacht) wurden die Bestimmungen im Folgejahr – am 12. Mai 1921 – in „Grundsätzlichen Entscheidungen“ präzisiert:

„Die Aufnahme von Juden in ein Corps ist ausgeschlossen. Der Aufnahme steht auch die Verleihung von Corpsabzeichen in jeder Form gleich.“

„Für die Abwehr der Gefahren, die über das Corpsstudententum hinaus dem Deutschtum im weiteren Sinne durch das Judentum drohen, ist dem SC völlig freie Hand zu lassen, insbesondere auch darin, ob Juden Genugtuung zu geben ist.“

An der bisherigen Grundeinstellung änderte sich nichts. Neu war lediglich, dass auch Söhne von Corpsstudenten nicht aufgenommen werden durften, wenn sie als Juden galten. Das wurde aber nicht ausdrücklich zum Beschluss erhoben. Es war vielmehr eine Auslegung, die keine Außenseiter berührte.

„Die deutsch-völkische Richtung wandte sich vom Liberalismus ab. Sie traf daher nur das sogenannte liberale, d. h. weltbürgerliche Judentum. Es kam hinzu, dass sich die Juden, die im Deutschtum aufgegangen zu sein glaubten, im Kartell-Convent zusammengeschlossen hatten, so dass auch diese Entwickelung nicht zu unversöhnlichen Kämpfen zu führen brauchte.“

### Allgemeiner Deutscher Waffenring
1919 gehörte der KSCV zu den Gründungsmitgliedern des Allgemeinen Deutschen Waffenrings (ADW). Als Zweckverband aller schlagenden Korporationsverbände sollte er eine verbindliche Ehrenordnung ausarbeiten, die gegenseitigen Beziehungen regeln und die Interessen des Waffenstudententums gegenüber der Öffentlichkeit, den Medien und der Politik vertreten. In allgemeinpolitischen Fragen beharrte der Verband bis 1933 auf dem politischen Neutralitätsgebot der Kösener Statuten und verweigerte deshalb auch die Ratifizierung des Erfurter Abkommens zwischen dem Allgemeinen Deutschen Waffenring und dem Nationalsozialistischen Deutschen Studentenbund (NSDStB). Der ordentliche Kösener Congress (oKC) von 1932 beschloss den Austritt aus dem ADW. Damit zog sich der KSCV in die Isolation zurück. Bedeutende Corpsstudenten jener Zeit waren Carl Heyer, Hermann Kreth, Hermann Emil Kuenzer, Friedrich Landfried und Hermann Sabath.

### Pressearbeit
Noch vor der Reichsgründung trat Ferdinand Lindner mit einer Kampfschrift für eine gesamt-corpsstudentische Hochschulpolitik und Öffentlichkeitsarbeit ein.
Der Bibliothekar und Studentenhistoriker Carl Manfred Frommel organisierte 1928 die Darstellung des KSCV als Akademikerverband auf der internationalen Presseausstellung Pressa in Köln, die sechs Monate dauerte. Ziel dieser Ausstellungsbeteiligung war es, das in der Reichsöffentlichkeit durch die Exzesse der Zeit vor dem Ersten Weltkrieg und die gesellschaftlichen Anfeindungen des Corpsstudententums in den 1920er Jahren angekratzte Image zu korrigieren oder wie Frommel als Corpsstudent es definierte „… vor der Öffentlichkeit Zeugnis von uns abzulegen.“ Die Ausstellungsteilnahme wurde aus Sicht des KSCV ein voller Erfolg.

## Zeit des Nationalsozialismus

### Gleichschaltung
Der erste oKC nach dem Wahlsieg der NSDAP bei der Reichstagswahl März 1933 fand am 31. Mai 1933 statt. Vor Tagungsbeginn gaben zwei Bevollmächtigte der NSDAP die Forderungen der Partei für den Aufbau der studentischen Verbände bekannt. Sie beinhalteten den Ausschluss von Juden, die Einführung des Führerprinzips, engste Zusammenarbeit mit dem Nationalsozialistischen Deutschen Studentenbund und der Deutschen Studentenschaft, den Eintritt sämtlicher Verbandsmitglieder in die SA, den Wiedereintritt in den ADW und die Änderung von § 43 der Kösener Statuten in folgende Fassung: „Corps ist eine Vereinigung immatrikulierter arischer Studenten derselben Universität mit dem Ziele, seine Mitglieder im Geiste der Weltanschauung Adolf Hitlers zu erziehen.“ Helmuth Brückner, Oberpräsident und Gauleiter in Schlesien, sollte zum „Führer des KSCV“ ernannt werden.
Unklar war, welche Vollmachten die beiden Beauftragten von den Parteistellen hatten. Bis zu einer definitiven Klärung dieser Frage vertagte der Vorort den Congress. Es folgte ein Tumult zwischen NSDAP-Mitgliedern und anderen Corpsstudenten. Der Gesamtausschuss (GA) des VAC bat deshalb den Rechtsanwalt Max Blunck, mit den Beauftragten von VAC und Vorort zu weiteren Konsultationen nach Berlin zu fahren. Mit dem Vorsitzenden und dem Verbändebeauftragten der Deutschen Studentenschaft (Gerhard Krüger und Karl Heinz Hederich) und den Staatssekretären Hans Heinrich Lammers, Wilhelm Keppler und Paul Körner sollte über die von Hitler gewünschte Einführung des Führerprinzips verhandelt werden. Daraufhin wurde Blunck von Vorort und Gesamtausschuss – ohne Mitsprache des oKC – an Brückners Stelle mit der Führung des Verbandes beauftragt. Blunck war Führer des deutschen Corpsstudententums. Später hieß das Amt kurz HKSCV und VAC. Der Führer. Damit war die Gleichschaltung des Verbandes eingeleitet.
Ein weiterer Schritt war der Zusammenschluss der „auf gleicher Grundlage stehenden“ Verbände – KSCV, Weinheimer SC, Rudolstädter SC, Naumburger SC und Miltenberger Ring – zur Nationalsozialistischen Gemeinschaft corpsstudentischer Verbände am 22. September 1933. Die gerichtlichen Auseinandersetzungen um das Corpsstudententum in der frühen Zeit des Nationalsozialismus werden in der Geschichte des Corps Baltia Königsberg deutlich.
1934 waren von 28.000 Kösener Corpsstudenten 234 „Nichtarier“ (0,84 %) und 125 „versippt“ (0,45 %). Mit dem Wiedereintritt in den ADW war auch die Umsetzung des Arierparagraphen verbunden. Blunck hatte bereits nach seinem Amtsantritt verkündet: „Die Corps folgen den Arierbestimmungen“. Dabei setzte der KSCV zunächst nicht die strengere Auslegung des ADW um. Vielmehr folgte er den Richtlinien der NSDAP, die Ausnahmen für Frontkämpfer und solche Juden vorsah, die sich schon vor 1914 in einer gesicherten Lebensstellung befunden hatten. Von den damals 104 Corps meldeten alle bis auf sieben, dass ihnen keine Juden und Freimaurer mehr angehörten. Fünf Corps weigerten sich öffentlich, den Ausschluss jüdisch versippter Mitglieder zu vollziehen: Borussia Halle, Vandalia Heidelberg, Rhenania Straßburg zu Marburg, Suevia München und Suevia Tübingen. Sie wurden aus dem Verband ausgeschlossen. In ihrer Denkschrift an Bernhard Rust schrieben die fünf Corps am 27. Juni 1934:

„Gerade die strenge Auffassung von Ehre und Treue bildet die Grundlage des Corpsgedankens. Man greift an den Kern der corpsstudentischen Idee, wenn man die feierlich gelobte Treue zwischen dem Corps und dem selbstgewählten Bruderkreise antastet. Einen Corpsbruder auszuschließen, ohne dass er gegen die mit dem Receptionsgelübde übernommenen Pflichten verstoßen hat, ist nach unserer Auffassung ein Bruch des Treuegelöbnisses und verstößt gegen unser Empfinden von Ehre.“

### Auflösung

Werner Heringhaus als Austrianer

Schon vor 1933 setzten viele Corpsstudenten ihre nationalen und sozialen Hoffnungen auf den Nationalsozialismus. Der aoKC 1934 beschloss einstimmig: „Die […] Corpsstudenten […] stehen treu und restlos hinter ihrem Führer Adolf Hitler […].“ Gleichwohl kam es vor allem ab Frühjahr 1934 zu Reibungen mit dem Nationalsozialistischen Deutschen Studentenbund und der Hitlerjugend.
Als Führer der Gemeinschaft Studentischer Verbände (GStV) schloss Hans Heinrich Lammers das Corps Palaiomarchia am 3. September 1935 aus der GStV und damit aus dem KSCV aus; denn es hatte noch jüdische Mitglieder. Blunck legte gegen diese Maßnahme telegraphisch Verwahrung ein. Mit Telegramm vom 5. September verkündete Lammers den Ausschluss des KSCV aus der GStV. Er begründete ihn mit der Weigerung der Verbandsführung, dem Arierparagraphen restlos zu folgen. Als der Ausschluss am nächsten Tag in der Presse bekanntgemacht wurde, trat Lammers vom Vorsitz der GStV zurück. Am 9. September 1935 trat auch Blunck von seinem Amt zurück. Er beantragte ein corpsstudentisches Ehrenratsverfahren gegen sich und beauftragte seinen bisherigen Stellvertreter Heringhaus mit der kommissarischen Leitung beider Verbände. Der Verband geriet nun politisch immer mehr in Bedrängnis. Nachdem der Stabschef der Sturmabteilung, Viktor Lutze, allen SA-Mitgliedern die Zugehörigkeit zum KSCV verboten hatte, erklärte Heringhaus am 28. September 1935 die Auflösung des Verbandes. Die meisten der 104 Corps folgten im Oktober.
Der Völkische Beobachter kommentierte die Auflösung des Verbandes am 3. Oktober 1935 mit den Worten: „Mit seinem Verschwinden verliert die Reaktion eine ihrer stärksten Bastionen.“ The Times schrieb in ihrer Ausgabe vom 15. Oktober 1935:

„Mit hocherhobenen wehenden Fahnen und einer völlig unkompromittierten Tradition ist aus dem öffentlichen Leben Deutschlands, jedoch keinesfalls für immer, das Corpsstudententum herausmarschiert.“

Nachdem die vier Corps in Prag und Brünn 1933 den Prager Senioren-Convents-Verband gegründet hatten, konnten sie sich bis zur Zerschlagung der Rest-Tschechei im März 1939 halten. Im Ständestaat (Österreich) bestanden die Kösener Corps in Österreich bis zum Anschluss Österreichs. Im selben Jahr (1938) ging der Verband Alter Corpsstudenten unter Führung von Ernst Schlange in die Liquidation. Viele Altherrenvereinigungen der einzelnen Corps bestanden allerdings weiter.
Insgesamt war die Haltung des Kösener Corpsstudententums gegenüber dem Nationalsozialismus ambivalent. Unter den Corpsmitgliedern fanden sich glühende Nationalsozialisten wie Widerständler, wovon einige ihre berufliche Existenz oder ihr Leben verloren. Im Rückblick wird von den Corps vor allem die Bedeutung der Zweitgenannten betonen und die Rolle der Erstgenannten gerne verschweigen. Corps wie Baltia Königsberg und Saxo-Borussia Heidelberg gaben den Kampf um das Corpsstudententum verloren. Sie traten aus dem KSCV und dem VAC aus und lösten sich auf. Der oft beschworene Widerstand wurde indes nur von einer Minderheit der damals 30.000 Corpsstudenten geleistet. Mit den Corps in der Zeit des Nationalsozialismus haben sich besonders Rosco Weber, Jürgen Herrlein und Wolfgang Wippermann befasst.
Die Nachkriegsargumentation und Mythenbildung des KSCV bezüglich der seines Verhältnisses zum NS-Staat begann bereits 1950. Der Verband argumentierte, dass sich die deutschen Corps gemäß ihrem Grundsatz geweigert hätten, Mitglieder auszuschließen, die von der Partei nicht gebilligt wurden. Dies hätte unmittelbar zur Auflösung des aktiven HKSCV am 1. Oktober 1935 geführt. Weiterhin wurde geleugnet, dass eine Einführung des Führerprinzips in den Verband und die einzelnen Corps stattgefunden hätte. Die Auslegung der Geschichte wurde gezielt in eine bestimmte Richtung gelenkt, wobei Diskussionen über die durchaus vorhandene Verstrickung der Corps in den Nationalsozialismus vermieden oder heruntergespielt wurden. Die Verbandszeitschrift des KSCV griff das Thema „KSCV und Nationalsozialismus“ zwischen 1953 und 1960 kaum auf, und wenn doch, dann meist in anderen Zusammenhängen wie etwa Rückerstattungsansprüche für Verbindungshäuser. Erst im Jahr 2007 empfahl der KSCV seinen Mitgliedscorps, sich mit ihrer nationalsozialistischen Geschichte auseinanderzusetzen. Es existiert keine offizielle Verbandschronik für die Zeit des Nationalsozialismus, und der Umgang des Verbands mit dieser Periode war und ist oft kritiklos. Ein anschauliches Beispiel dafür ist die Kösener Corpsliste von 1960. Die Liste bezog ihre Informationen zwar von den einzelnen Corps, war jedoch im Auftrag des KSCV redigiert worden. In dieser Liste wurde der NS-Reichstagsabgeordneter und General der Waffen-SS, Mitglied des Corps Joannea Graz, Hanns Albin Rauter – Hauptverantwortlicher für die Deportation von 110.000 niederländischen Juden, wovon etwa 104.000 in Lagern und Todesmärschen umkamen – als „für seine Ideale Gefallenen“ dargestellt. Rauter war jedoch als Kriegsverbrecher 1949 hingerichtet worden.

### Versuchte Rekonstitution 1944
Auf Initiative des Corps Misnia IV beschlossen zehn Meißner, Tübinger Franken, Würzburger Bayern und Bonner Rhenanen am 10. Juni 1944 auf dem Lausitzerhaus, den KSCV auf der Rudelsburg zu rekonstituieren: Günther Lange, Gert Puchstein, Eckart Förster, Wolf Sturm (Misnia); Herman Greiner (Franconia Tübingen); Robert Lang, Ullmann (Bavaria Würzburg); Erich Bohrer, Helmut Rübsaat, Karl Heumann (Rhenania Bonn). Verhandlungsführer war der Meißnersenior Puchstein. Wie das Gästebuch der Misnia und Lusatia 1940–1951 ausweist, waren am 11. Juni 1944 zwanzig Teilnehmer und Beobachter beim Kommers auf der Rudelsburg. Ihn leitete Lange (Thuringia Leipzig, Misnia). Von der Heidelberger SC-Kameradschaft Axel Schaffeld denunziert, wurde Misnia von der Geheimen Staatspolizei mit einem Hochverratsverfahren überzogen. In den Wirren der letzten Kriegsmonate verlief es sich. Die Originalurkunde und das Gästebuch befinden sich im Archiv des Corps Lusatia Leipzig.

## Neuanfang 1950
Im Zweiten Weltkrieg waren 3610 Corpsstudenten gefallen.
Im Nachkriegsdeutschland erwachten die Corps zu neuem Leben. Besondere Bedeutung für den corpsstudentischen Neuanfang hatten der Erlanger Senioren-Convent, der Münchner Senioren-Convent und der SC zu Bonn.

### Interessengemeinschaft und Wiederbegründung
Zum 6./7. Januar 1950 rief der SC zu Bonn die Corps auf das Corpshaus der Rhenania Bonn. Auf Antrag von Thuringia Jena beschlossen die Vertreter von 20 Corpsburschen-Conventen eine Interessengemeinschaft zu gründen. Die IG trat am 3. Juni 1950 zu einem Congress auf der Godesburg zusammen. Die endgültige Wiederbegründung des KSCV erfolgte am 19. Mai 1951 ebenfalls auf der Godesburg: Der Congreß fasste an diesem Tage mit 38:32 CC-Stimmen bei einer Enthaltung folgenden Beschluss:

„Der Congreß stellt fest, dass die durch die politischen Verhältnisse erzwungene Selbstauflösung des KSCV im Jahre 1935 nach den anerkannten Restitutionsgrundsätzen null und nichtig ist und dass der KSCV demgemäß nach wie vor besteht.“

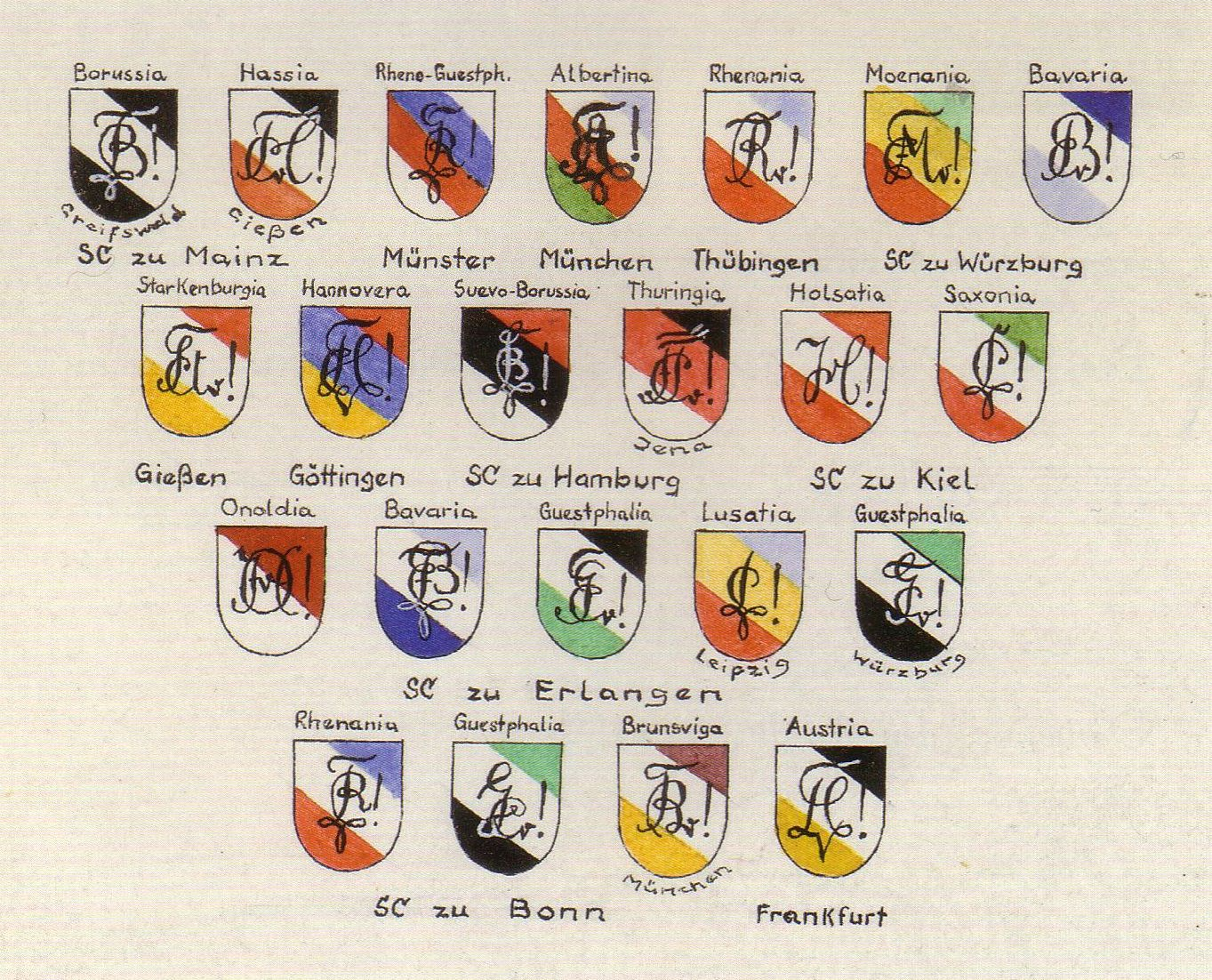
Die Interessengemeinschaft

Der vom Münchner Senioren-Convent favorisierte „Deutsche Senioren-Convent“ wurde nicht weiter verfolgt. Auf Einladung des Weinheimer Senioren-Convents fanden die Kösener Congresse und Abgeordnetentage 1952 und 1953 auf der Wachenburg statt.

### Hilfswerk
Um den vielen vertriebenen, stellenlosen und unberenteten Corpsstudenten in der Nachkriegszeit bei der Beschaffung von Stellen und Kontakten zu helfen, errichteten der VAC und der Weinheimer Verband Alter Corpsstudenten 1950 das Corpsstudentische Hilfswerk (Bochum), das die Hilfswerke beider Verbände fortsetzte.

### Westwanderung
Die Corps aus Brünn, Greifswald und Rostock und der Senioren-Convent zu Breslau, der Königsberger Senioren-Convent, der Hallenser Senioren-Convent und der Senioren-Convent zu Leipzig rekonstituierten oder fanden Zwischenlösungen in Westdeutschland oder Österreich. Später kamen Corps nach Augsburg, Bochum, Düsseldorf, Konstanz, Mainz, Passau, Potsdam, Regensburg, Saarbrücken, Salzburg und Trier. Manche Corps fusionierten mit befreundeten oder gründeten neue. Georg Sporleder initiierte Traditions- und Patenschaftsverhältnisse mit Corps aus Mitteldeutschland und den Ostgebieten des Deutschen Reiches.

### Würzburg
Dass die Kösener Congresse ab 1954 nach Würzburg einberufen wurden, war vor allem Max Meyer und Philipp Zeitler zu verdanken. Meyer war Rektor der Julius-Maximilians-Universität und setzte sich bei der Westdeutschen Rektorenkonferenz für die Korporationen ein. Zeitler organisierte den Wiederaufbau der beim Bombenangriff auf Würzburg am 16. März 1945 zerstörten Stadt. Er förderte die Kösener Congresse, die seit 1954 in den Huttensälen tagten. Am 2. Juni 1954 hielt Werner Ranz unter dem Vorort Hansea Köln die erste Festansprache in der Würzburger Residenz.
Zum 20. Kösener Congress in Würzburg beschloss der Abgeordnetentag des VAC, der Stadt 30.000 DM zum Wiederaufbau eines Rathausraumes zu übergeben. Beim Empfang der Stadt in der Kelterhalle des Mainfränkischen Museums überreichte der VAC-Vorsitzende Philipp W. Fabry die Urkunde dem Oberbürgermeister Zeitler. Mit der Schenkung sollte auch ein Erinnerungsort der Kösener Verbundenheit mit Würzburg geschaffen werden. So wurde die „Hexe“ im Ratskeller mit einem Gedenkstein, einer Wandbemalung und einem schmiedeeisernen Türgitter mit der Kösener Raute ausgeschmückt. Die Inschrift lautet:
Beim 30. oKC in Würzburg (1984) wurde der Hauptstadt Unterfrankens ein symbolischer Baum geschenkt, der die neue Kösener Verwurzelung zeigen sollte. Danach spendeten viele AHSC und AHV Bäume für die Grünanlagen beim neuen Kongresszentrum, wo ein Gedenkstein an die vier Kösener Jahrzehnte in Würzburg erinnert.

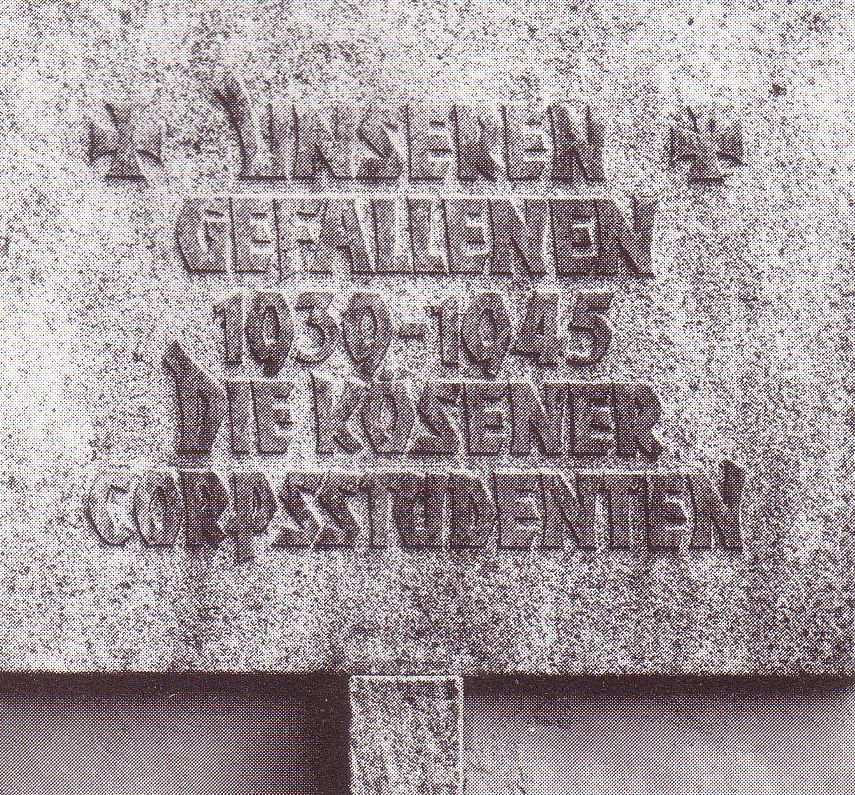
Gedenktafel im Innenhof der Alten Universität
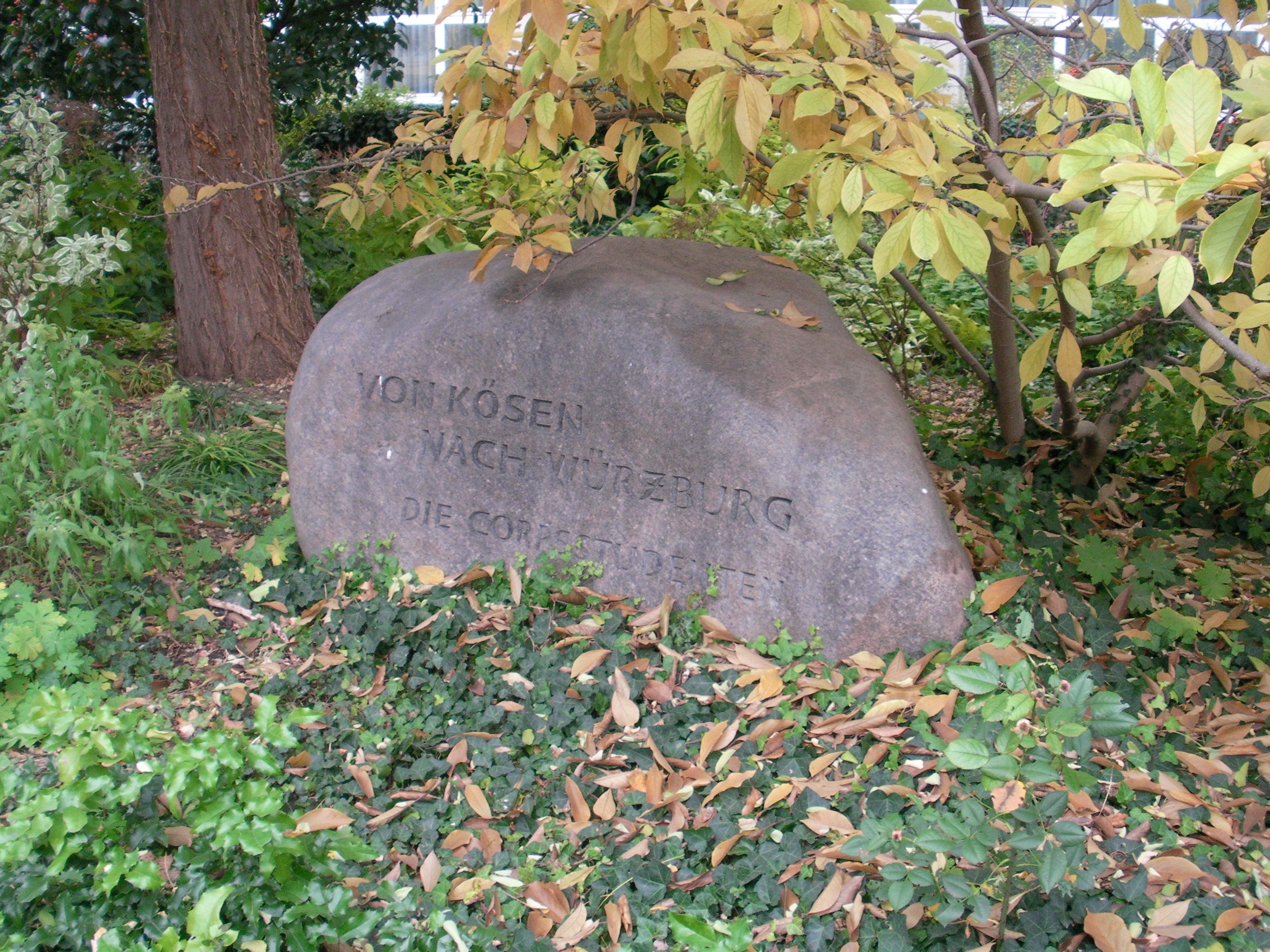
Gedenkstein am Kongreßzentrum
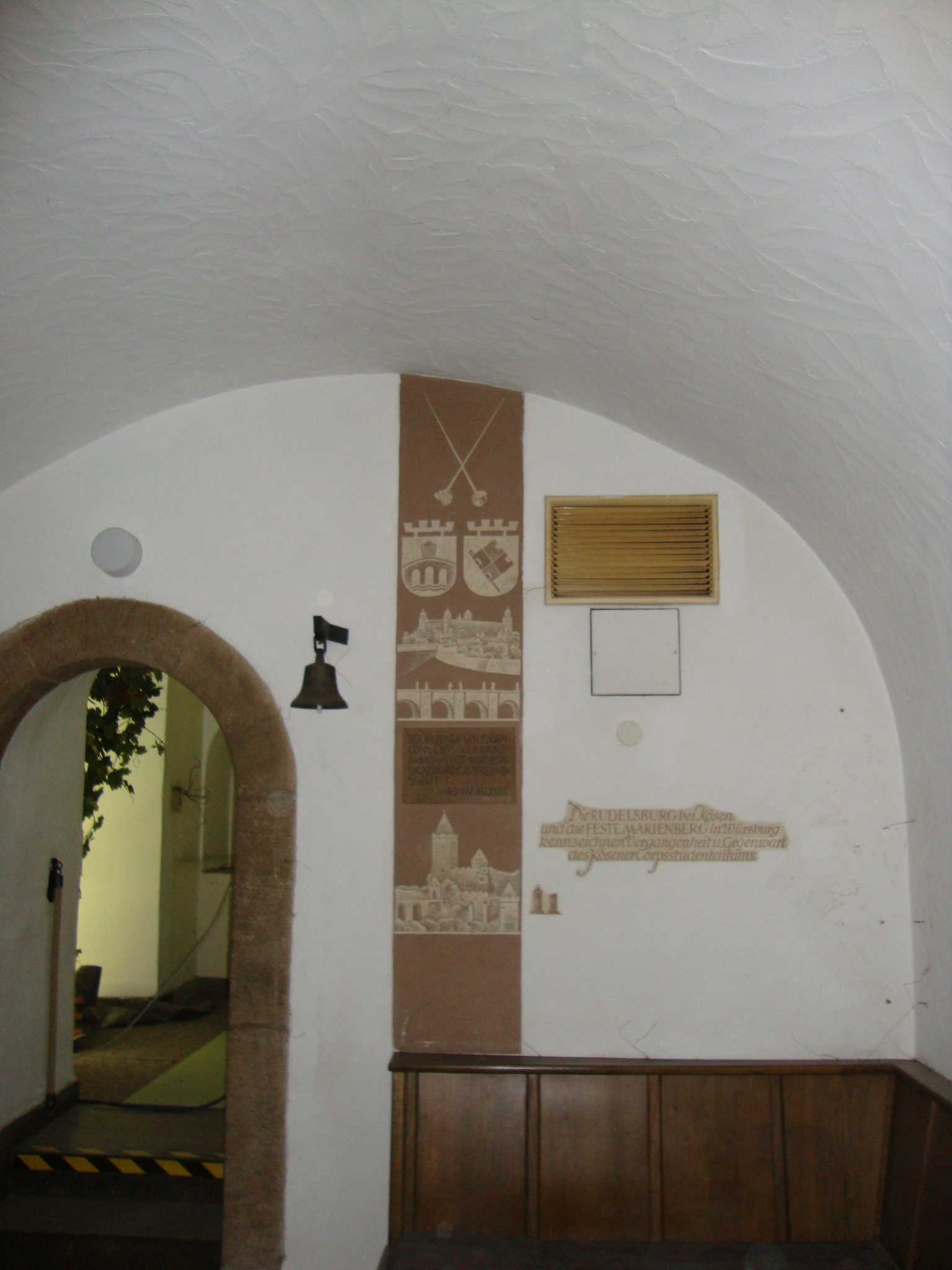
Traditionszimmer im Ratskeller (1973)
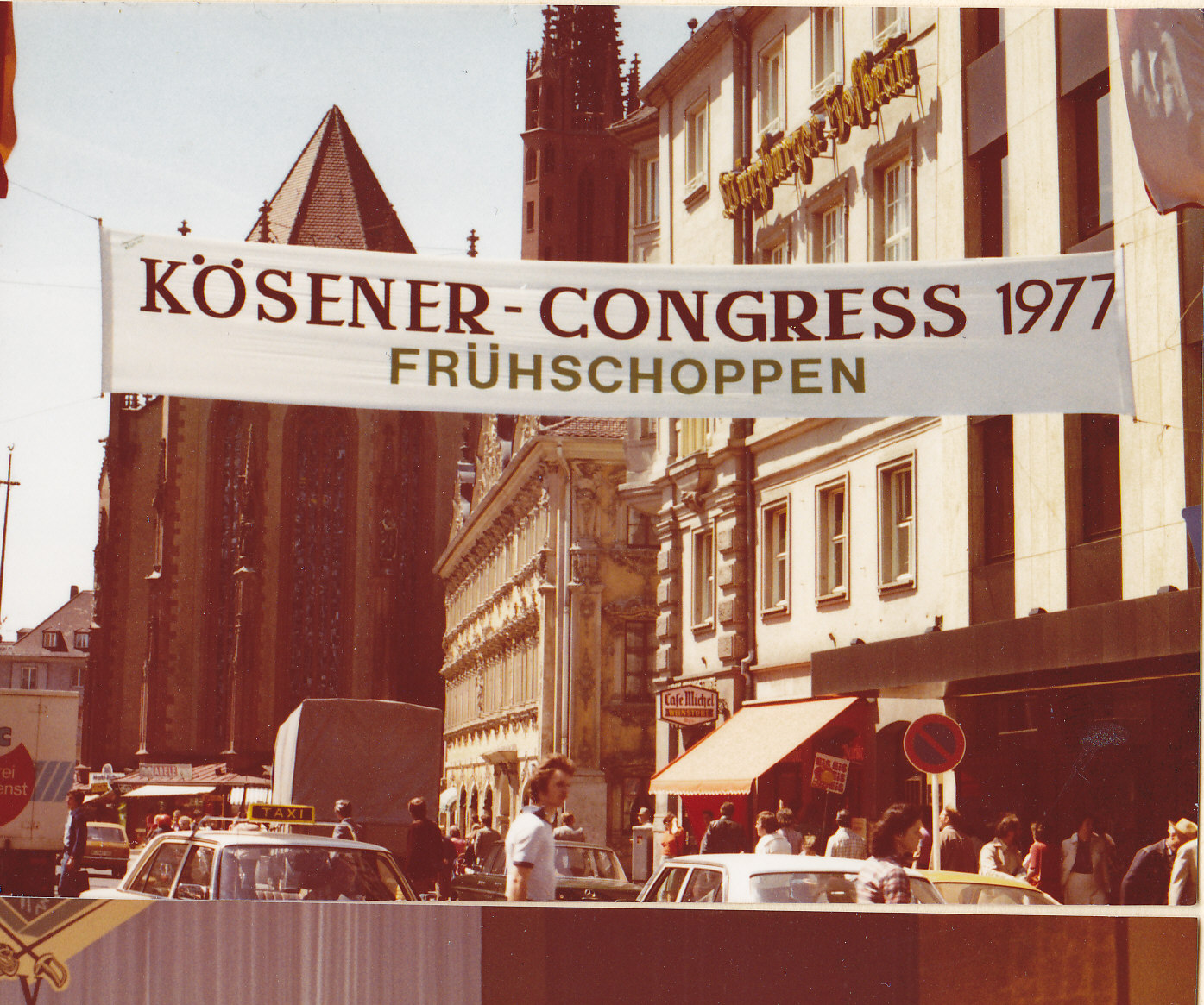
1. Frühschoppen
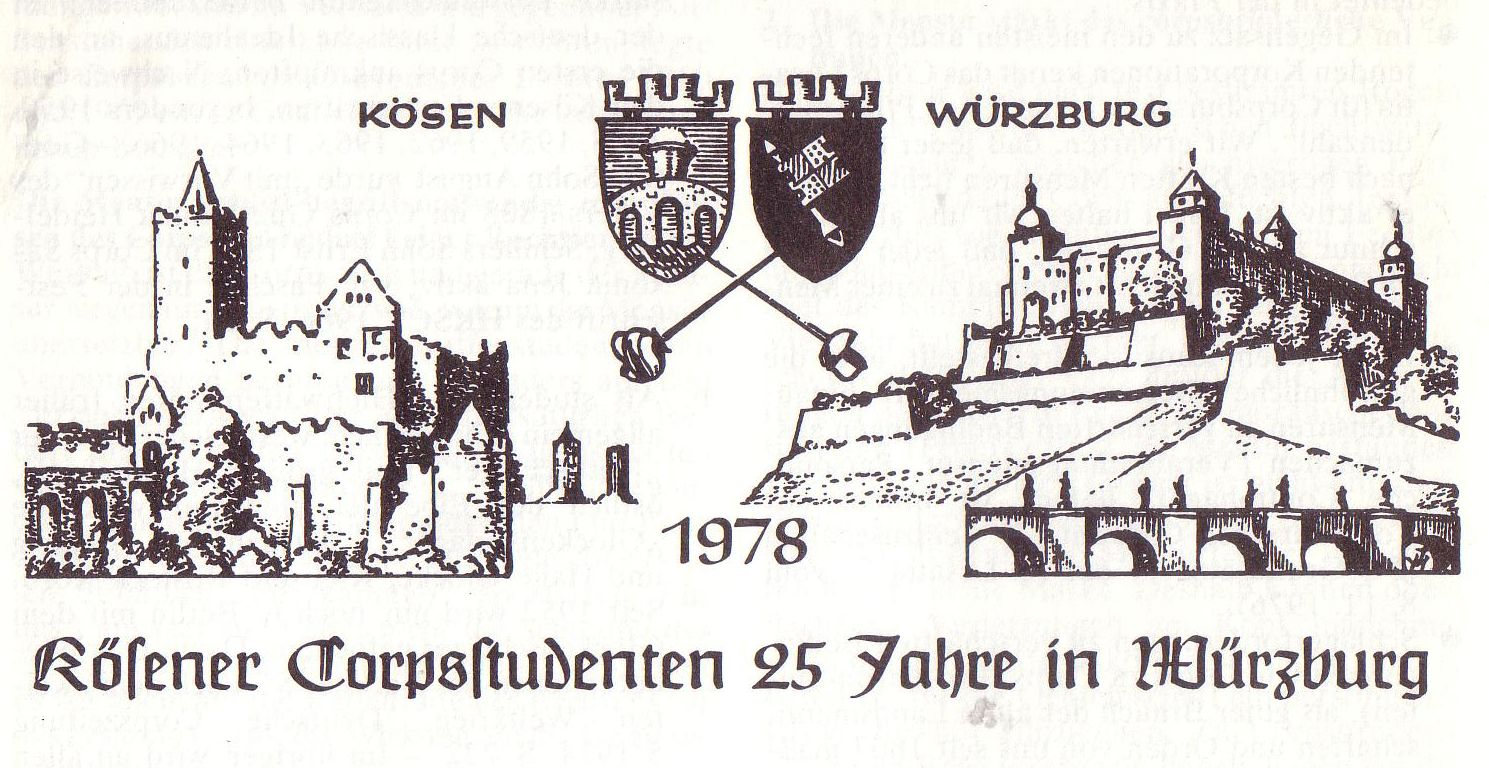
Rudelsburg und Feste Marienberg
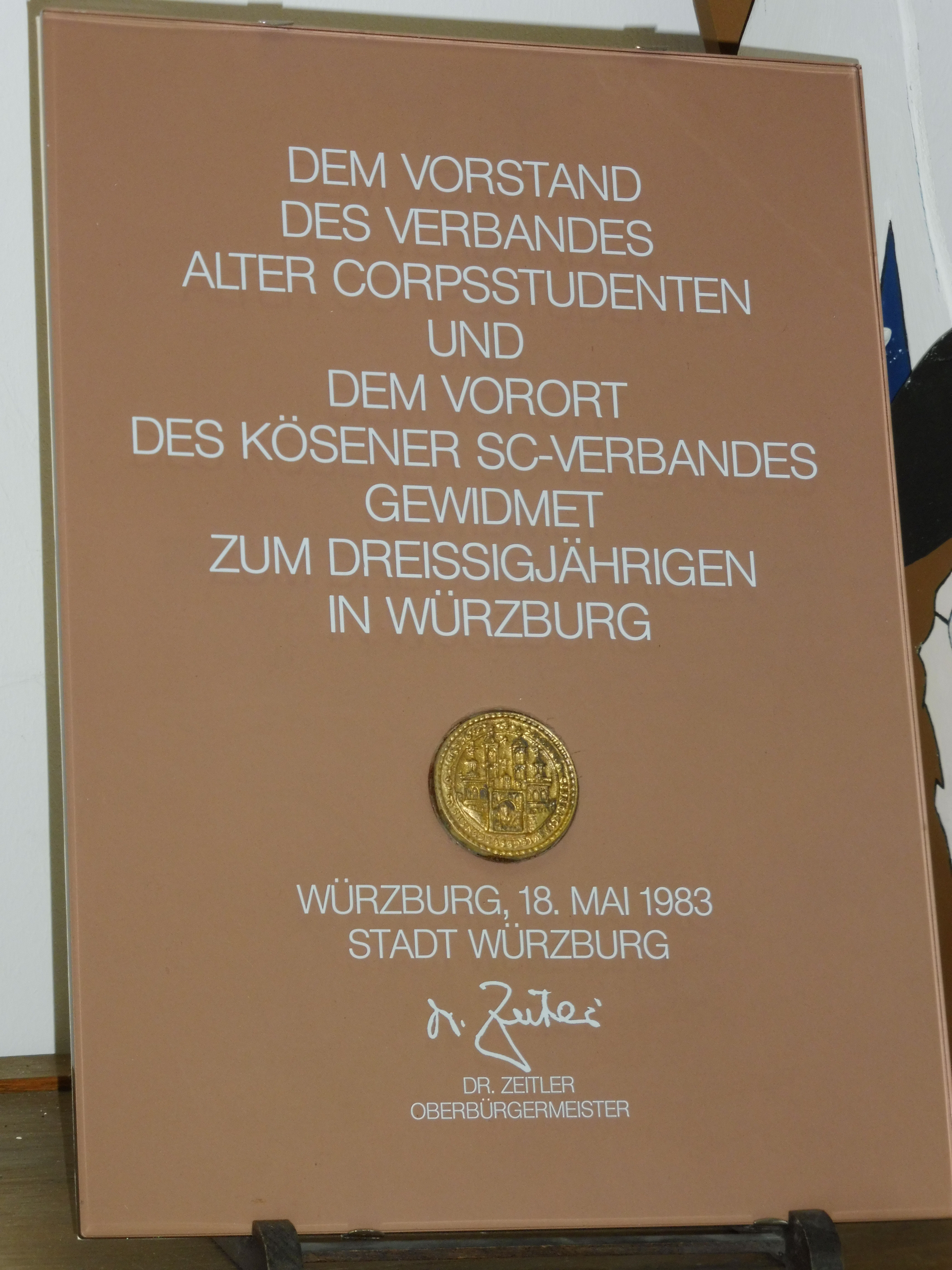
Dank der Stadt

## Corpsstudenten und Auswärtiges Amt
Als in der Bundesrepublik Deutschland in den Jahren 1950 und 1951 ein neues Außenministerium unter dem alten Namen Auswärtiges Amt entstand, erhob sich von verschiedenen Seiten heftige Kritik an der Auswahl des Personals, insbesondere der leitenden Beamten. Dabei stand einerseits die frühere Mitgliedschaft in NSDAP, SA und SS, andererseits die Zugehörigkeit zu Corps des Kösener Senioren-Convents im Zentrum. Die überproportionale Berücksichtigung von Kösenern, die bereits unter Konstantin von Neurath, teilweise auch unter Joachim von Ribbentrop im Amt gewesen waren, sprachen bereits im April 1950 Die Neue Zeitung und die Allgemeine Wochenzeitung der Juden in Deutschland an. Der Bundestagsabgeordnete Bernhard Reismann verfasste einen diesbezüglichen Brief an Konrad Adenauer, in dem er zudem das Übergewicht preußisch-protestantischer Berufungen beklagte. Als dieser Brief ohne Antwort blieb, schrieb er einen vielbeachteten Beitrag in der Wochenzeitung Das Zentrum. Auch Robert Kempner kritisierte in einem Beitrag für die Frankfurter Rundschau diese Praxis. In der Frankfurter Rundschau erschien zudem eine fünfteilige Artikelserie von Michael Mansfeld, die die Vorwürfe zuspitzte und Namen nannte. Ein Unterausschuss des Bundestags, diverse Gutachter und schließlich ein Untersuchungsausschuss des Bundestages befassten sich damit.
Der Historiker Hans-Jürgen Döscher hat diese Vorwürfe quellenkritisch überprüft. Tatsächlich waren ihm zufolge in der Politischen Abteilung des neuen Auswärtigen Amts acht von 17 Beschäftigten Mitglieder studentischer Korporationen; dabei „dominierte quantitativ wie qualitativ der Kösener Senioren-Convent“. Döscher nennt unter anderem den stellvertretenden Abteilungsleiter Herbert Dittmann und die Referatsleiter Ernst-Günther Mohr und Hans-Ulrich von Marchtaler. Auch in Leitungspositionen anderer Abteilungen und insbesondere der Personalabteilung seien Kösener stark repräsentiert gewesen. In einem Resümee hält Döscher fest, dass unzweifelhaft restaurative Tendenzen bestanden und insbesondere unter Neurath eingestellte Berufsdiplomaten das Gesicht des Auswärtigen Amts prägten, während Emigranten kaum berücksichtigt wurden. Dennoch habe unter dem Einfluss Adenauers und Hans Globkes nach und nach die Zugehörigkeit zu studentischen Verbindungen an Bedeutung verloren.
In dem Artikel Corpsstudenten im Auswärtigen Amt in der Deutschen Corpszeitung hatte Erich tho Rahde sich bereits 1925 gegen den Vorwurf der Protektion gewandt:

„Stellenjägerei, wie sie heute so häufig beklagt wird, ist mit dem Geiste des Corpsstudententums unvereinbar. Und wenn man in der Vorkriegszeit vielleicht irrtümlich angenommen haben mag, viele seien Corpsstudenten geworden mit Rücksicht auf eine engere gesellschaftliche Verbindung mit maßgebenden Persönlichkeiten und Kreisen, heute kann ein solcher Verdacht wahrlich nicht hochkommen, weil im Gegenteil die Zugehörigkeit zum Kösener S.C. eher eine Belastung des Fortkommens bedeutet.“

Einen qualifizierten Beitrag zu diesem Thema haben Robert von Lucius und Sebastian Sigler veröffentlicht.

## 1968
Eine Krise erlebte der KSCV im Zuge der 68er-Bewegung in Hinblick auf die Pflichtmensur. Nachdem zehn Jahre zuvor das Corps Palatia Bonn aufgrund entsprechender Erwägungen aus dem Verband ausgeschlossen worden war, wurde nun wie in allen mensurschlagenden studentischen Verbänden auch im KSCV diskutiert, ob das Mensurfechten noch zeitgemäß sei. Schließlich traten vier Corps des grünen Kreises 1971/72 wegen der Fechtfrage aus dem Verband aus: Bremensia, Vandalo-Guestphalia, Suevia Tübingen und Rhenania Straßburg zu Marburg. Auch das erst 1966 konstituierte Corps Marchia Bochum gab das Fechten auf und verließ den KSCV. Zugleich kam es zu kontroversen Diskussionen um Fragen der Hochschulpolitik. Erstmals seit 1934 fand im Herbst 1968 ein aoKC (in Saarbrücken) statt.

## Rückkehr und neue Standorte

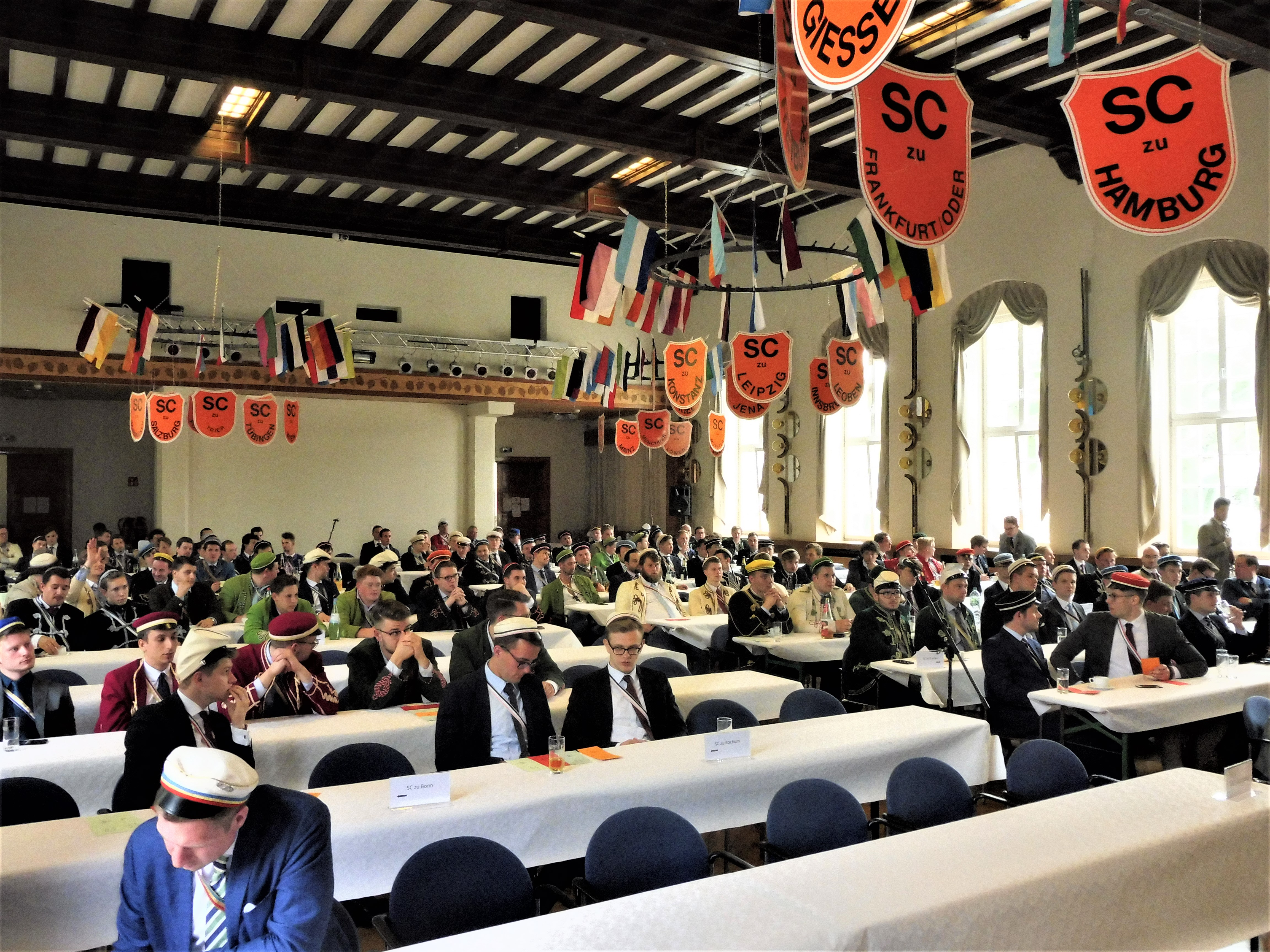
oKC im Mutigen Ritter (2019)

Als erste Studentenverbindung Deutschlands kehrte Thuringia Jena im Sommer 1990 in die Deutsche Demokratische Republik zurück. Bald nach der Wiedervereinigung verlegten die meisten nord- und mitteldeutschen Corps ihren Sitz zurück an den ursprünglichen Universitätsort, nach Rostock, Greifswald, Halle (Saale), Leipzig, Jena, Tharandt und Dresden. Ein Breslauer Corps verlegte 2000 von Köln nach Frankfurt (Oder). Das letzte Königsberger Corps ging 2001 von Kiel nach Potsdam. Mit Tigurinia (II) konstituierte sich 2007 nach 100 Jahren wieder ein Kösener Corps in der Schweiz. Zwei Kösener Corps mit „technischen“ Wurzeln haben sich an Technischen Universitäten – auf eigentlich Weinheimer Terrain – angesiedelt: Borussia Breslau an der RWTH Aachen und Silvania an der TU Dresden. Seit 1994 tagt der KSCV wieder in Bad Kösen. An die 25-jährige Rückkehr erinnerte der Vorort Gießen mit einem Festakt auf der Rudelsburg. Es sprachen Sachsen-Anhalts Minister Holger Stahlknecht und Senger Teutonia-Hercyniae, der Vorortsprecher von 1994.

## Stärke des KSCV
| Jahr | Corps | Aktive und Inaktive |
| ---- | ----- | ------------------- |
| 1884 | 78    | 1.061               |
| 1887 | 79    | 2.176               |
| 1898 | 86    | 2.752               |
| 1914 | 97    | 2.914               |
| 1924 | 122   | 4.828               |
| 1933 | 118   | 5.606               |
| 1935 | 111   | 4.604               |
| 1952 | 93    | 2.261               |
| 1960 | 104   | 4.429               |
| 1961 | 104   | 4.670               |
| 1963 | 105   | 4.943               |
| 1965 | 106   | 5.102               |
| 1967 | 106   | 5.064               |
| 1968 | 107   | 4.989               |
| 1969 | 107   | 4.892               |
| 1970 | 106   | 4.393               |
| 1971 | 99    | 4.125               |
| 1972 | 97    | 3.228               |
| 1973 | 95    | 3.296               |
| 1983 |       | 2.500               |
| 2008 |       | 1.875               |
| 2009 |       | 1.975               |
| 2010 |       | 1.810               |
| 2011 |       | 2.116               |
| 2012 |       | 2.139               |
| 2013 | 101   | 2.110               |
| 2014 |       | 2.277               |
| 2022 | 103   | 2.196               |
| 2023 |       | 2.151               |

1973 hatte der KSCV 3.296 Corpsburschen und Inaktive. Der Verband Alter Corpsstudenten zählte etwa 20.000 Alte Herren.

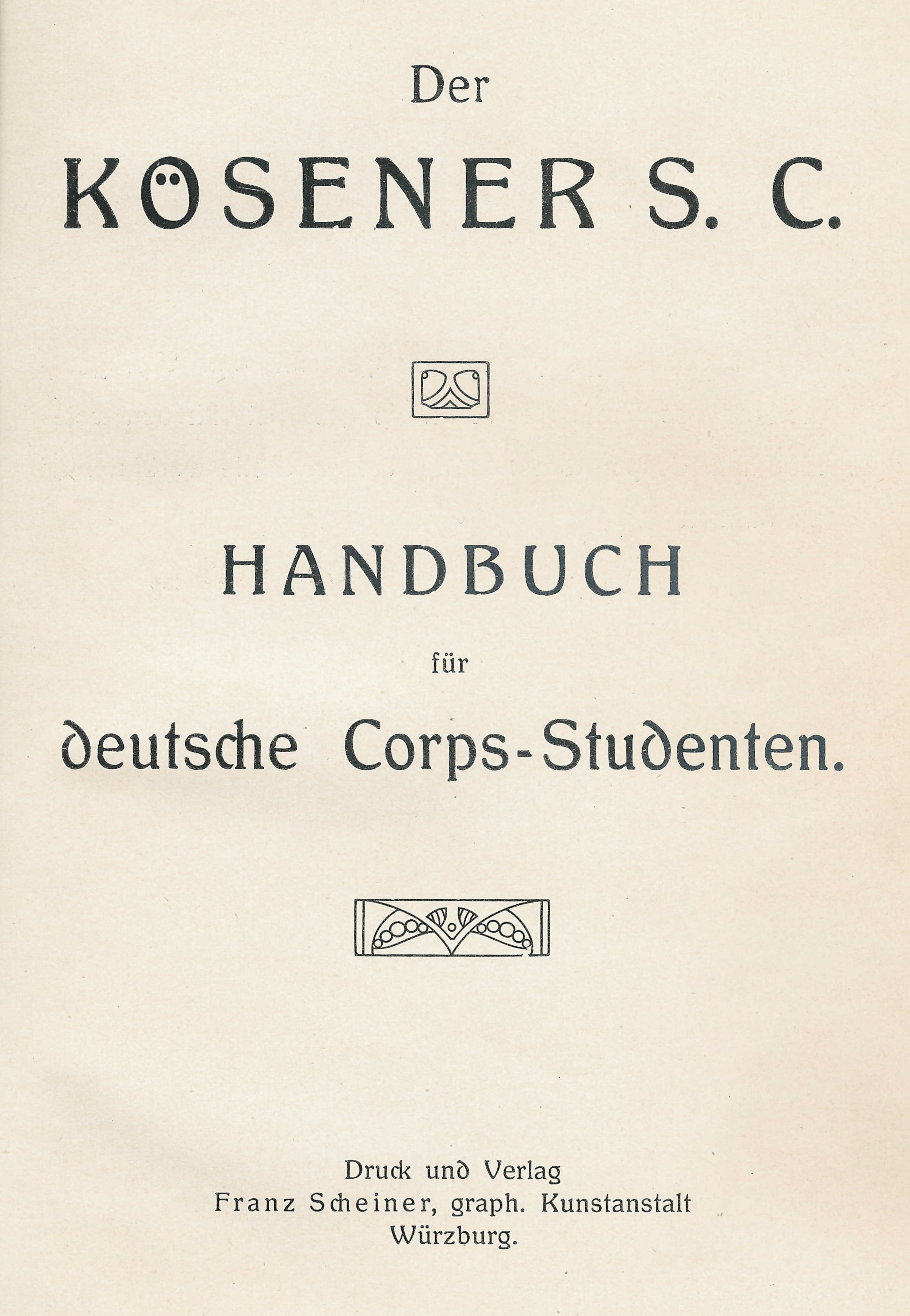
Handbuch für deutsche Corps-Studenten (1912)

## Assoziierte Corps
Seit 1954 besteht ein Vorstellungsverhältnis (Assoziierungsabkommen) des Verbandes mit dem Corps Brandenburgia-Berlin zu Cleveland/Ohio, das 1974 auch auf die rekonstituierte Teuto-Rugia ausgedehnt wurde. Beide Corps sind suspendiert. Mit Selonia in Riga wurden in jüngerer Zeit ein ebenfalls (lebendiges) Vorstellungsverhältnis begründet. Seit 2005 gibt es einen Kösener Vorortbeauftragten für die Corps im Baltikum.
Seit 1887 bestehen zahlreiche gemeinsame Mitgliedschaften mit der Société d’Étudiants Germania Lausanne in der Romandie; im Handbuch des Kösener Corpsstudenten (1985) sind 43 aufgeführt. 1975 gründete der Schotte Ian Lilburn den Corpsstudenten-Verband Scotto-Germania zu London. 2009 entstand in Szeged das Corps Nassovia, das im September 2012 an die Andrássy Universität verlegte. Als Corps Nassovia Budapest am 28. Juni 2014 neu gestiftet, wurde es vom Vorort Bonn in den KSCV recipiert.
Der weiteren Ausbreitung des Kösener Corpsstudententums stand bis 2015 der Umstand entgegen, dass nach den Kösener Statuten nur „Corps an deutschsprachigen Hochschulen“ aufgenommen werden konnten. Dieser Passus wurde auf dem ordentlichen Kösener Congress 2015 geändert, gleichzeitig wurde die deutsche Sprache als Verbandssprache festgeschrieben. Am 2. Juni 2017 nahm der Kösener Congress das Corps Flaminea Leuven als erstes nicht deutschsprachiges Corps als Vollmitglied in den Verband auf.

## Beziehungen zu anderen Verbänden
Mit dem Weinheimer Senioren-Convent (WSC) ist der KSCV seit 1921 durch einen Zweckverband und seit 1955 durch einen Kartellvertrag verbunden, der 1952 von Hans-Reinhard Koch (Hassia, Rhenania Bonn) entworfen und 2009 neu formuliert wurde. Seit langem gibt es Mehrbändermänner beider Verbände. KSCV und WSC geben gemeinsam das Periodikum CORPS Magazin heraus. Zum Coburger Convent bestehen lose Kontakte auf Vorortebene.
Ab den 1950er Jahren beteiligte sich der KSCV in hochschulpolitischen Fragen auch an der Mitarbeit im Convent Deutscher Korporationsverbände (CDK). Sie wurde 1998 nach einem (burschenschaftlichen) Eklat beim Jubiläum der Eröffnung der Frankfurter Nationalversammlung in der Frankfurter Paulskirche beendet. Unter Führung des Vororts Jena trat der KSCV aus dem Convent Deutscher Korporationsverbände aus.
1951 gehörte der KSCV zu den Gründungsmitgliedern der Arbeitsgemeinschaft Andernach der mensurbeflissenen Verbände (AGA).

## Corpsakademie
Um die Qualifizierungslücke zwischen der rein fachlichen Hochschulausbildung und den tatsächlichen Anforderungen des Arbeitslebens zu schließen, gründete der Verband Alter Corpsstudenten die Corpsakademie. Als gemeinnützige Institution bietet sie allen Studentinnen und Studenten hochwertige und praxisorientierte Weiterbildung professioneller Management-Trainer zu Preisen auf studentischem Niveau. Seminarinhalte sind vor allem Arbeitstechniken und Selbstorganisation, Kommunikations- und Kooperationsfähigkeit und Kompetenzen für zukünftige Führungskräfte. Die Seminare werden an 52 Hochschulstandorten Deutschlands, Österreichs und Belgiens angeboten. Ein wissenschaftlicher Beirat sichert die hohe Qualität der Veranstaltungen. Die Corpsakademie fördert den Verein Jugend aktiv, der begabte Gymnasiasten unterstützt.

## Publikationswesen

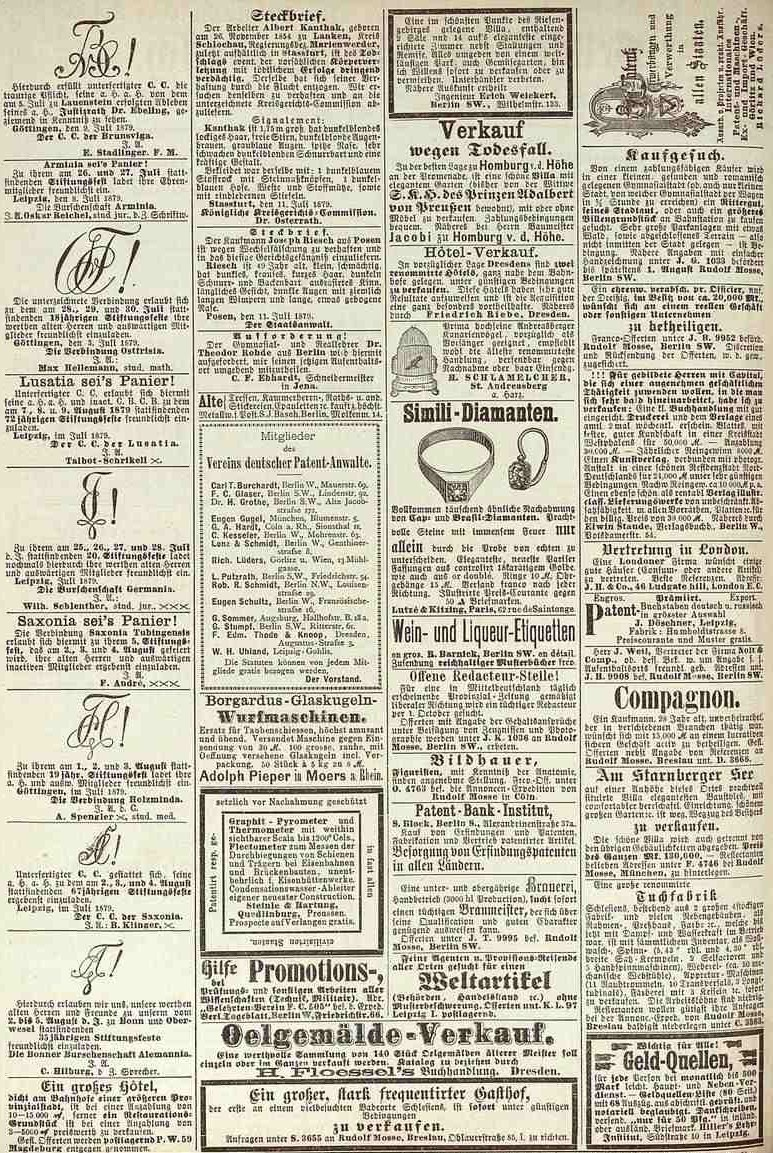
Kösener Kleinanzeigen im Kladderadatsch

Academische Monatshefte

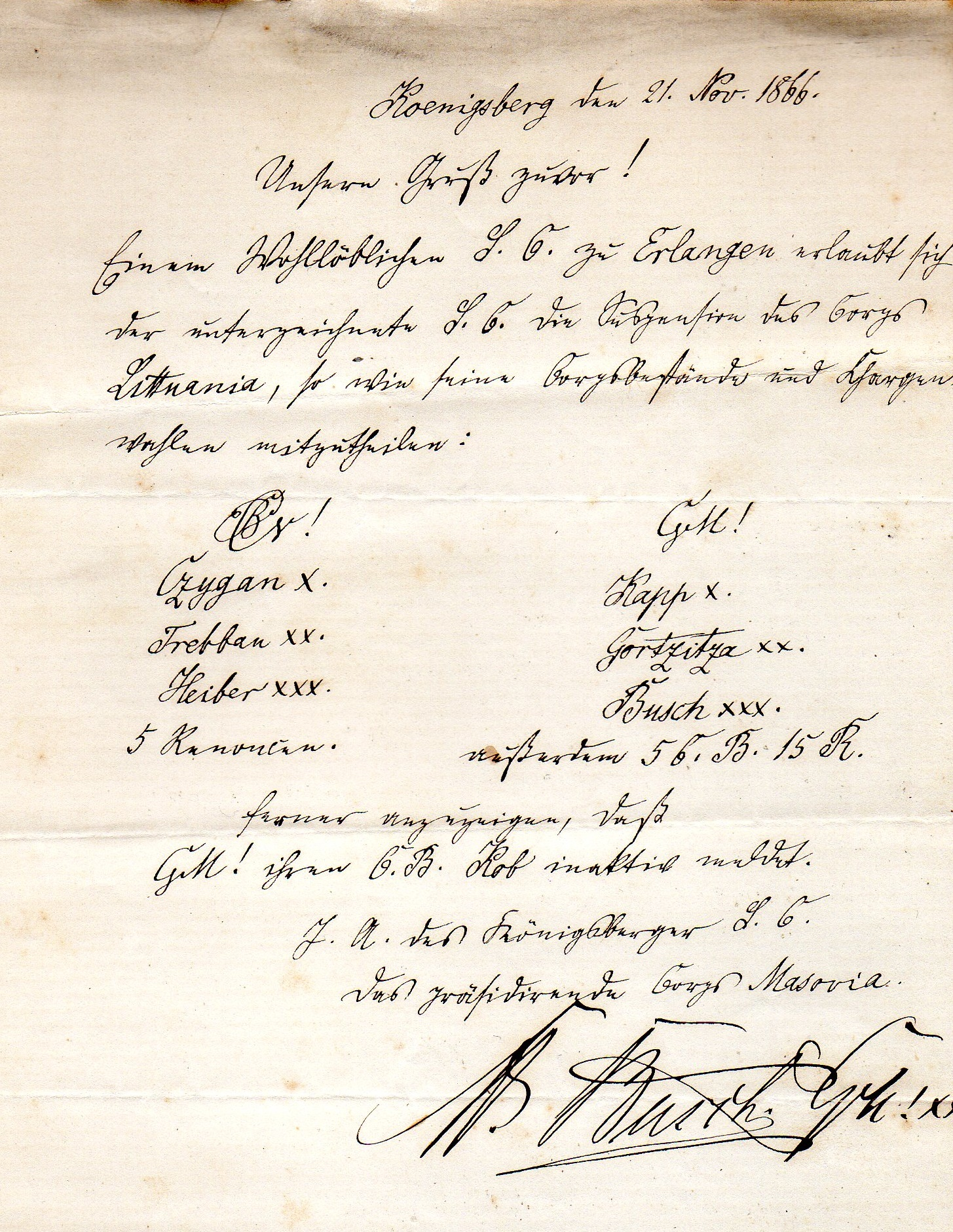
Meldung des Königsberger SC an den Vorort Erlangen, Suspension der Silber-Litthuania (1866)

Von 1872 bis 1884 benutzten der KSCV, die einzelnen Corps und Altherrenvereine wie viele andere Korporationen das von 1848 bis 1944 in Berlin erschienene politische Satireblatt Kladderadatsch als Veröffentlichungsorgan. Im Archiv finden sich 377 Korporationen mit 1.673 Veröffentlichungen: Einladungen zu Stiftungsfesten und Kommersen, Todes- und Hochzeitsanzeigen. Diese Verlegenheitslösung war praktikabel, weil der Kladderadatsch in akademischen Kreisen sehr beliebt und weit verbreitet war.

### Academische Monatshefte
Auf dem Kösener Congress 1883 wurde beschlossen, ein eigenes Publikationsorgan zu schaffen. Am 26. April 1884 wurden von Paul Salvisberg (Rhenania Bern) auf Schloss Erolzheim die Academischen Monatshefte (AM) gegründet und durch den Kösener Congress 1886 zum offiziellen Publikationsorgan des KSCV erklärt. 1894 wurden Verlag und Redaktion von Karl Rügemer (Baruthia) übernommen und die offizielle Verbandsfunktion der A.M. bestätigt. Einer der Mitherausgeber war Franz Boldt (Guestphalia Jena, Athesia, Vandalia Rostock). Mit dem Beginn des 30. Jahrgangs verschwand der Titel Academische Monatshefte.

### Corpszeitungen

#### Deutsche Corps-Zeitung
Der Name wurde 1913 in Deutsche Korpszeitung, ab dem 32. Jahrgang in Deutsche Corps-Zeitung (DCZ) geändert. Als Rügemer 1916 – mitten im Ersten Weltkrieg – starb, war die Fortführung unter den schwierigen wirtschaftlichen Bedingungen nicht möglich. 1920/21 leitete Gustav Gotthilf Winkel für kurze Zeit die Deutsche Corps-Zeitung. Ihm folgte von 1921 bis 1933 Werner Meißner. Die Auflösung des KSCV 1935 machte die Fortführung der DCZ hinfällig. 1952 entstand die DCZ aufs Neue. Unter ihren Schriftleitern ragte Friedrich Hielscher heraus. Seit 1994 erscheint sie gemeinsam mit der Wachenburg des WSC, anfangs unter dem Titel Der Corpsstudent, seit 2000 als CORPS – das Magazin. Seit 2018 in deutlich veränderter Form mit direkterer Ansprache an jüngere Leser als Magazin CORPS unter der Initiative des VAC Vorstandes Nürnberg II und dem Vorstand des WVAC, gemeinsam mit den Aktivenverbänden KSCV und WSC. Eine substantielle Bereicherung sind die Interviews des Chefredakteurs Carsten Beck Germaniae München, unter anderem mit Alexander von Schönburg-Glauchau, dem Fluchthelfer Volker G. Heinz, dem Schriftsteller Martin Mosebach, dem Wiener Soziologen Roland Girtler, dem Präsidenten der Bundesärztekammer Klaus Reinhardt, dem Wiedererbauer des Berliner Schlosses Wilhelm von Boddien, dem österreichischen Verfassungsrichter Andreas Hauer, Gerhard Ludwig Kardinal Müller, Henning Schulte-Noelle, Bernd Wulffen, Urs Rechn, Sean Patrick Saßmannshausen, Markus Lüpertz, Arndt G. Kirchhoff, Walter Spindler und Karl Habsburg-Lothringen.

#### Österreichische Corpszeitung
Die Österreichische Corpszeitung. Zeitschrift für deutschvölkisches Corpsstudententum erschien 1917/18 und 1918/19. Im Institut für Hochschulkunde ist sie vollständig einsehbar.

### Kösener Meldungen
Schon vier Jahre nach der Verbandsgründung wurden 1852 „statistische Nachrichten über die Corpsverhältnisse“ vereinbart; jeder SC hatte den anderen zu melden. Die Zahl der beteiligten SC sank von neun auf sechs (1854); sie bewährten sich aber schon 1856, indem ein dimittierter Corpsstudent erkannt und nicht in einem anderen Corps aufgenommen wurde. „Die SC hatten keine Aufsichtsbehörde; vielmehr sollte jeder darauf achten, dass niemand durch sein Verhalten die gemeinsamen Bestrebungen gefährdete. Auch dazu diente das Meldewesen.“
Der oKC 1876 schränkte die Zulässigkeit auswärtiger PP-Suiten ein. Sie sollten nur dann gestattet sein, wenn der Vorort sie „für unerläßlich“ erklärte; zu PP-Forderungen kam es aber gerade deshalb, weil manche SC-Meldungen schroff beanstandet wurden. So wurde auf demselben oKC beantragt, die statistischen Nachrichten abzuschaffen und dafür eine Corpszeitung zu gründen, die die Meldungen gedruckt weitergeben sollte. Über diesen Antrag wurde überhaupt nicht abgestimmt. Wohl zu früh zur Erörterung gestellt, wurde er nicht als erledigt angesehen.
Die statistischen Notizen waren keine Corpsmeldungen im heutigen Sinn, weil nur die Zahl der Aktiven mitgeteilt wurde. Aus besonderem Anlass – zum Beispiel bei Verrufen – wurden auch Namen bekanntgegeben. Auch nach dem Erscheinen der Academischen Monatshefte ab 1884 wurden zunächst nur Zahlen veröffentlicht. Die Meldungen wurden erst WS 1886/87 ausführlicher. Es gab u. a. eine Inaktivenstatistik. In heutigem Umfang wurde ab Sommer 1894 gemeldet. Das ermöglichte die Entwicklung der Bünde zu verfolgen, auch wenn ihre Unterlagen verlorengegangen waren.
Ab 1897 sollte die Schriftleitung der Academischen Monatshefte die bei ihr eingehenden Meldungen drucken und an alle Corps versenden. Erst 1900 wurde der Druck der Meldungen in die Kösener Statuten aufgenommen. Sie erschienen als Beilage der Deutschen Corpszeitung. Seit 2002 sind sie zweimal im Jahr dem CORPS-Magazin, jetzt Magazin CORPS beigefügt. Die Übersendung der Meldungen an den Vorort erfolgt seit 2012 auf elektronischem Weg. Der Weinheimer Senioren-Convent hat sich diesem Meldesystem angeschlossen.

## Kösener Corpslisten
Als einziger europäischer Korporationsverband veröffentlicht der KSCV von jeher die Mitgliederlisten seiner Corps. Leonhard Zander gab in den 1880er Jahren ein erstes Verzeichnis lebender Corpsstudenten mit 4084 Namen heraus. Paul Salvisberg edierte 1887/88 den Kösener Almanach. Karl Rügemer besorgte die Kösener Korps-Listen von 1910, die auch als Digitalisat verfügbar sind. Sie sind ein bedeutsamer Beitrag zur Studentengeschichte und ein unerschöpflicher Stichwortgeber zu corpsstudentischen Biografien seit dem Ende des 18. Jahrhunderts. Besondere Bedeutung haben die KKL 1910 auch in Hinblick auf erloschene Corps und die „vorkösener“ Corpslandmannschaften. Die von Otto Gerlach herausgegebenen KCL 1930 verzeichnen nur noch die nach 1867 suspendierten Corps. In den ebenfalls von Gerlach herausgegebenen KCL 1960 finden sich nur die nach 1892 suspendierten Corps.

„Dieser unablässigen, verständnisvollen, pflichttreuen Arbeit ist es zu danken, daß sich die Kösener Corpslisten als ein Standardwerk ersten Ranges darstellen, dem kein anderer Studentenverband ein auch nur annähernd gleichwertiges Werk an die Seite stellen kann.“

Herbert Kater bearbeitete die Ergänzungsbände von 1971 und 1981, welche mittlerweile ebenfalls digital verfügbar sind. Die von Hermann Kruse herausgegebenen KCL 1996 führen nur noch diejenigen Corpsstudenten auf, die nach dem Ersten Weltkrieg aktiv geworden sind. Sie sind nur noch als CD erhältlich.

## Klinggräff-Medaille
Seit 1987 verleiht der Stifterverein Alter Corpsstudenten die Klinggräff-Medaille. Mit der Medaille und einer Dotation von aktuell 4000 € werden junge Corpsstudenten ausgezeichnet, die sich durch
1. vorbildliche Corpsaktivität,
2. überragende Studienleistungen und
3. engagierten Dienst am Gemeinwohl

hervorgetan haben.
Bis 1993 wurde die Klinggräff-Medaille in Würzburg verliehen. Seit 1994 werden Preis und Medaille im jährlichen Wechsel auf der Rudelsburg und auf der Wachenburg vergeben. Bis 2018 wurden 174 Kösener und Weinheimer Corpsstudenten ausgezeichnet.

## Archiv
Das Verbandsarchiv befindet sich im Institut für Hochschulkunde an der Julius-Maximilians-Universität Würzburg. Die Kösener Corpsstudenten sind über den Verband Alter Corpsstudenten am Rechtsträger des Instituts (der Deutschen Gesellschaft für Hochschulkunde) mit anderen Korporationsverbänden beteiligt. Ideell fördern sie das Institut durch den Verein für corpsstudentische Geschichtsforschung (VfcG).